# Titkok hálójában (televíziós sorozat, 2021)
A Titkok hálójában (eredeti cím: Yargı – Ítélet) 2021 és 2024 között vetített török televíziós sorozat, amelyet Ali Bilgin és Beste Sultan Kasapoğulları rendeztek. A főbb szerepekben a Sebzett szív című sorozatból ismert Pınar Deniz és a Végtelen szerelem című sorozatból ismert Kaan Urgancıoğlu látható.
Törökországban 2021. szeptember 19-e és 2024. május 26. között mutatta be a Kanal D, Magyarországon 2023. március 16. és 2023. augusztus 23. között tűzte műsorra az első évadot a Super TV2, azonban a kedvezőtlen nézettségi adatok miatt  a második és harmadik évadot az Izaura TV tűzte műsorra 2023. augusztus 24. és 2024. szeptember 24. között. 

## A sorozat leírása
A sorozat három évadból tevődik össze, amelynek középpontjában egy elhúzódó bűnügyi és egy nehezen induló, ámbár beteljesült szerelmi történet áll. A műfaja bűnügyi dráma, ami időnként a thrillerrel egészül ki. Az események a Kaya és Erguvan (részben a Tilmen) családok titkait leplezik le, akik korábban teljesen békésen éltek, ugyanakkor elviekben nem is tudtak egymásról. Mindazonáltal a látszat ellenére, ezek a családok valójában a diszfunkcionális család osztályába tartoznak, azon belül a „kaotikus (szégyenteli)” csoportba. Jellemzőjük, hogy tagadják a gondjaikat és nem is akarják megoldani azokat. A (saját) gondjaik eltitkolása, rejtegetése megvédi őket a szégyentől. Úgy tűnik, hogy a Kaya család egyik tagja, megölte az Erguvan család másik tagját, amiből elindul a cselekvés. 
A két főszereplő útjai komolyabban soha nem keresztezték egymást mindaddig, amíg a haláleset be nem következett. İlgaz Kaya ügyész és Ceylin Erguvan ügyvédnő a hivatásukból kifolyólag az ellentétes oldalon állnak, vagyis a vád és a védelem megrögzött képviselői. Azonban mindkettőjükben közös tulajdonság, hogy az igazság oldalát képviselik és éppen ezért összefognak annak érdekében, hogy a saját családtagjaik titkaira fényt derítsenek. A következetlen „ne érezz!” típusú szülői neveltetés miatt, a családok titkainak fokozatos lelepleződésekor, sokszor értetlenül állnak a hírek előtt, amiket nehezen tudnak érzelmileg kezelni, feldolgozni. Az összetartásukat nem csak a kíváncsiság és az igazságérzet, hanem a szerelem is fokozni fogja. İlgaz és Ceylin mindennapjait, közös nyomozását, munkáját és későbbi kapcsolatát rendkívül megnehezítik a rosszakaróik, a keserű csalódások, valamint a családtagjaik, végtére is a történtek egymás ellen fordították őket. 
Noha utalnak arra, hogy a Kaya és Erguvan családok közül az utóbbi szegényebb, mégis ez a két főszereplő között nem érződik és nincs társadalmi különbség. Mindketten alapjaiban szegény, konzervatív családból származnak. 
A Titkok hálójában sorozat kiválóan felépített, meglepetésekben gazdag történetet dolgoz fel, csakhogy a műfajából kifolyólag, a rendszeres drámai jelenetek, valamint az ehhez kapcsolódó pszichológiai thriller jelenléte lelkileg megterheli a nézőt. A túlterheltség érzésének enyhítése érdekében, a főszereplők között kialakuló és meglévő romantikus, játékos, szerelemmel teli együttlétek átmenetileg feledtetik a gondokat. Mindezek kitartást keltenek a nézőben annak ellenére, hogy a főműfaj általában nem közkedvelt.
A cselekmény sajátos kompozíciós formátuma, hogy keretes szerkezetbe tartozik, mivel az első rész történésébe, az utolsó rész oly módon kapcsolódik, hogy részletezi az ott nem bemutatott jeleneteket, valamint egy teljesen új eseményt mutat be ugyanazon jelenetek során. 

## A főszereplőkről

### İlgaz Kaya
Tökéletesen megtestesíti az úgynevezett mintapolgárt, sőt ezt egyszerre elvárja tőle a családja, illetve a hivatása is. Mindig megfontolt, előre eltervezett lépéseket tesz azért, hogy a társadalmilag elismert köztisztelete folyamatosan megmaradjon. Ügyészként tartózkodik bárminemű tisztességtelen, továbbá törvénytelen eszköz igénybevételétől. Egyedül a jogállamiságban hisz, valamint abban, hogy a törvény erejével bármelyik bűnös legyőzhető. Számára a család és a becsület a legfontosabb. Az apja rendőrfőnök, az anyja korábban meghalt. Ő a család elismert tagja, a „jó gyerek”. 

### Ceylin Erguvan
Csinos, tehetséges, viszont rendkívül akaratos, pimasz fiatal ügyvédnő, aki bármilyen eszközt bevet annak érdekében, hogy ügyfele ártatlanságát bebizonyítsa. Gyakran tisztességtelen módszereket alkalmaz azért, hogy védencét felmentse a bíróság. Ráadásul bizonyítékokat is képes megsemmisíteni. Rátermettségét folyamatosan bizonyítania kell, ugyanis sokszor előítéletesek vele szemben, továbbá lenézik (többnyire a férfiak), mivel feltételezik róla, hogy nőként alkalmatlan erre a feladatkörre. Ebből kifolyólag igyekszik az érzelmeit leplezni, erős nőnek mutatja magát, miközben érzelmekben gazdag személyiség. Az apja halász (korábban: hajóskapitány), az anyja háztartásbeli. A családjában ő az, akit mindenért hibáztatnak, a „problémás gyerek”.  

### Kapcsolatuk
İlgaz és Ceylin kapcsolata az ellentétek vonzásán alapul, amely nem a társadalmi különbségekből keletkezik, hanem a személyiségbeli eltérésekből. A munkakörük, a hivatásuk, az életvitelük és az érdeklődési körük gyakorlatilag nem képeznek áthidalót egymás között mindaddig, amíg a családjaik titkai végett, kénytelenek összefogni. Ahogy fokozatosan megismerik egymást, kialakul a szimpátia, melynek eredményeképp a közeledésük egymás felé egyszerre művészi, ízléses és rendkívül erkölcsteli. Ez a fajta közeledés időnként eléggé lassúnak érződik, vagyis a nézőben a türelmetlen vágyakozás érzését kelti, miszerint a „mikor jönnek már össze?” kérdés fogalmazódik meg. Tekintve, hogy kettőjük közül Ceylin a „problémásabb” (lásd: fentebb), ez sok esetben nehézségeket okoz kettőjük között, amit a fiatal nő úgy próbál meg kezelni, hogy távolságot tart İlgaztól. Nehezményezi, hogy İlgaz életébe számtalan olyan változást hozott (például: miatta változott meg a családi állapota, vagy mondott le az ügyészi munkaköréről), amit a férfi, – véleménye szerint – nem szívesen fogadott. A kapcsolatuk feladata az egymástól történő tanulási folyamat bevégzése: mindkettőjüknek meg kell tanulni a túlságosan kötött (İlgaz), vagy éppen kötetlen (Ceylin) életvitelből és hozzáállásból engedni, elvégre ezek miatt nem tudnak önállóan tovább fejlődni az életben; az a tulajdonság hiányzik, ami a másikban megtalálható. Teljesen egyenértékű partnerei egymásnak, ahol mellesleg vannak nézeteltérések, azonban szélsőséges és súlyos kapcsolati rendellenességek (bántalmazás, elnyomás, kisajátítás) semmiképp sem jellemzőek. Ezeket a néző már nem lenne képes elviselni, mivel a főműfaj alapjaiban megterhelő, ezért a tökéletességet kettőjükben keresi.

#### Válságuk
İlgaz és Ceylin kapcsolata és egyben házassága súlyos válságba kerül a lányuk, Mercan nyomtalan eltűnését követő években. A rendszeres feszültségek, viták, veszekedések és egymás hibáztatása végett kimerül az egymásba vetett hitük, bizalmuk, emiatt elválnak. Ennek indoka, hogy İlgaz feladja Mercan keresését, mivel idővel elfogadja, hogy meghalt, viszont Ceylin nem adja fel, következésképp meggyőződése, hogy a lánya életben van. Jóllehet a kislány előkerülését követően mérséklődik Ceylin haragja İlgaz iránt, sőt ismét össze is házasodnak, mégis több esetben megfigyelhető a feleség részéről, hogy problémák esetén a benne lévő csalódást kimutatja a férje részére, vagyis képtelen volt feldolgozni İlgaz észszerű és érthető magatartását, döntését. Akkor derül ki, hogy Ceylin továbbra is hibáztatja İlgazt, amikor a férfi számon kéri a nőt a Firattal való korábbi kapcsolatáról. A bizalmuk egymás iránt megtorpan, amikor tetőzi az eseményeket, hogy İlgaz nem mondja el Ceylinnek az İclallal lévő korábbi ismeretségét. Végeredményben egy értelmes beszélgetéssel mindent elrendeznek egymás között. Egyszerű példákon keresztül kerül bemutatásra, hogy egy kapcsolatban mennyire fontos az őszinteség és a bizalom.

## Évados áttekintés
| Évad | Évad | Epizódok | Epizódok | Eredeti sugárzás     | Eredeti sugárzás | Eredeti sugárzás    | Magyar sugárzás      | Magyar sugárzás     | Magyar sugárzás |
| Évad | Évad | Török    | Magyar   | Évadpremier          | Évadfinálé       | Eredeti adó         | Évadpremier          | Évadfinálé          | Magyar adó      |
| ---- | ---- | -------- | -------- | -------------------- | ---------------- | ------------------- | -------------------- | ------------------- | --------------- |
|      | 1.   | 34       | 111      | 2021. szeptember 19. | 2022. május 29.  |                     | 2023. március 16.    | 2023. augusztus 23. |                 |
|      | 2.   | 29       | 96       | 2022. szeptember 18. | 2023. május 7.   | 2023. augusztus 24. | 2024. január 15.     |                     |                 |
|      | 3.   | 32       | 101      | 2023. szeptember 24. | 2024. május 26.  | 2024. május 2.      | 2024. szeptember 24. |                     |                 |

|  | Alább a cselekmény részletei következnek! |

### Első évad (2021–2022)
| Az első évad tartalma |
| --- |
| Egy hajléktalan holttestet talál egy szemetes konténerben, amit ránézésre nem tudnak azonosítani a rendőrök. A helyszínre megérkezik Metin Kaya rendőrfőnök és később a fia, İlgaz Kaya ügyész, akik elrendelik az ügy kivizsgálását. A nyomozás során kiderül, hogy a megszerzett bizonyítékok alapján Çınar Kaya az elsőszámú gyanúsított. A fiatal Çınar korábban több bűncselekményt is elkövetett, ráadásul a bizonyítékok ismerete mellett a szigorú édesapja szeretné, ha mihamarabb megbűnhődne a fia a tetteiért. Ezzel ellentétben İlgaz próbál hinni az öccsének annak ellenére, hogy minden ellene szól. Nehezíti az ügyet, hogy Çınar nem hajlandó vallomást tenni, mindent letagad és azt hangoztatja, hogy semmiről sem tud. Eközben İlgaz letartóztatja Ceylin Erguvant, a fiatal ügyvédnőt, mivel bizonyítékokat semmisített meg egy másik ügyben, továbbá engedély nélküli hangfelvételt készített egy bizalmas beszélgetéséről. Később İlgaz, Ceylin bátorságára alapozva felkéri őt, hogy képviselje az öccsét, cserébe elejti ellene a vádakat. Hamarosan azonosítják a konténerben talált halottat, aki nem más, mint Ceylin ügyvédnő húga, İnci Erguvan. Ceylin ezt követően azonnal megtagadja Çınar védelmét, sőt meggyőződése, hogy a Kaya család az egészet tudta, csupán azért kérték a segítségét, hogy megalázzák őt. Ceylin azzal a lépéssel, hogy megtagadta Çınar védelmét, következésképp nem kaphat további információt az ügymenetről. Kénytelen szövetséget kötni İlgazzal, ugyanis mindketten érdekeltek az igazság feltárásában. Hamarosan kitudódik, hogy az egyetemista İnci kettős életet élt, akiknek saját autója és pénze volt. Amikor megtalálják az egyetem pakolójában a személygépkocsit, akkor İlgaz és Ceylin találnak benne egy fényképet, amin Metin és İnci közösen szerepelnek egymás intim szférájában. Metin nyomozónak sikerül megmagyaráznia, hogy miért ismeri régebbről İncit: ösztöndíjjal támogatta a fiatal lányt, elvégre tehetségesnek találta. Mindezek ellenére Çınar továbbra is őrizetben marad, ráadásul İlgaz munkatársa, a szintén ügyész Pars, minél hamarabb megpróbálja elítéltetni Çınart, mivel neheztel İlgazra, amiért szakított a testvérével (Nevával jegyben jártak, aki a férfi miatt Ankarából helyeztette át magát Isztambulba). A nyomozás további fejleményei közé tartozik, hogy a gyanú Zaferre, Ceylin és İnci apjára terelődik, amikor előkerülnek a lánya írásos beszélgetései a barátnőjével, amiben leírja bizalmasan, hogy az apja testi fenyítésben részesítette őt, amikor rájött, hogy saját autóval rendelkezik. A férfi indulatból egy híd alatti területen felgyújtja a járművet és miután megtudja, hogy Ceylin a védőügyvédje Çınarnak, akkor kitagadja őt a házából. Eközben İlgaz gyanítja, hogy Çınar kábítószer terjesztéssel kapcsolatos ügybe keveredett, ezért félelemből nem beszél. Azt követően, hogy megtalálja a kábítószert, Ceylin megpróbálja meggyőzni őt és az édesapját, hogy ne tegyenek vallomást, ugyanis ezzel a lépéssel jogerősen el fogják ítélni a fiút, miközben nem ő követte el a gyilkosságot. Az érveléstől függetlenül megteszik a feljelentést, mivelhogy İlgaz rájön, hogy Çınar alkut kötött az ügyvédnővel. Ceylin kénytelen hazudni Çınarnak és elhiteti vele, hogy a bátyja nem tette meg a feljelentést ellene, evégett a fiú elmondja, hogy İnci aznap éjjel felhívta őt és a segítségét kérte, majd taxival távozott a helyszínről. Amikor Ceylin egy baráti látogatást tesz Enginnél, a munkatársánál, akkor különös jelenségekre lesz figyelmes: felfedezi azt a papírból hajtogatott hajót, amit İnci kényszerből szokott készíteni, ugyanakkor Yekta lakásában a nappali összes berendezését kicserélték (Yekta felesége korábban megtalálta İnci egyik fülbevalóját, így rájött, hogy a lány ott halt meg). Ceylin azonnal İlgazhoz igyekszik, csakhogy eltérő véleményen vannak: Ceylin szerint Yekta a tettes, végtére is számtalan bűncselekmény elkövetőjét sikerült törvénytelen eszközökkel megmentenie a börtön elől. İlgaz szerint Engin a gyilkos, hiszen furcsa magatartást tanúsít, továbbá az általa mutatott jelek alapján biztosan érzelmei voltak a lány felé. Közösen csapdát állítanak a gyilkosnak, amibe Engin beleesik. İlgaz kénytelen elzárással visszafogni a feldühödött Ceylint, mivel az elszabadult indulata veszélybe sodorta volna az egyezségüket, miszerint titokban tartják mit tudtak meg. Fokozza a gondjaikat, hogy Yekta tudatosan megsemmisíti az Engin ellen felmutatható bizonyítékokat, sőt berendezik azt a lehetséges helyszínt, tárgyi bizonyítékokkal együtt, ahol İncit megölték, miután Çınar ellen elejtették a vádakat. Pars ügyész is megpróbál fogást találni İlgazon és Ceylinen, hiszen bizonyítékok hiányban is alapos gyanúja van, hogy engedély nélkül tulajdonítottak el tisztálkodási eszközöket, DNS minta reményében İnci tanárának lakásából. İlgaz semmiképp sem szándékozik hazudni a történtekről, de Ceylint sem akarja sorsára hagyni, így válaszul érdekből összeházasodik vele, ezáltal a rokoni kapcsolatra hivatkozva, megtagadja a vallomástételt. A hirtelen jött házasságukat természetesen senki sem hajlandó komolyan venni még, ha az eskütétel valódi is volt. Çınar felmentését követően Zafer nem akarja elfogadni, hogy a fiú ártatlan, ezért önbíráskodásba kezd és tiltott fegyvertartás kíséretében elrabolja őt. Çınar többször ellenáll, míg végül dulakodás közben önvédelemből megöli Zafert. Ezúttal a fiú valóban embert ölt, úgyhogy az apja ígéretére alapozva, megkéri őt, hogy segítsen neki. Metin nyomozó mindent megtesz annak érdekében, hogy a megmaradt nyomokat és bizonyítékokat megsemmisítse. Ezzel egyidőben İlgaz és Ceylin megszerzik azt a személyautót, amivel İnci holttestét szállították a halálának éjszakáján, emiatt a Yekta által megrendezett helyszín, illetve az Osmanra terelt gyanú értelmét veszti. Hiába a tökéletesen kitervelt előzmény, Engint őrizetbe veszik, ugyanakkor a bírósági tárgyaláson úgy próbál megmenekülni, hogy az apját nevezi meg az elkövetőnek. Engin az apja tudta nélkül szövetkezett az anyjával, Laçin asszonnyal, aki szintén meg akar szabadulni Yektától. Úgy tűnik Engin már, akkor elkezdett szervezési folyamatokat ellene, amikor Yekta nagy erőkkel próbálta megsemmisíteni a bizonyítékokat. Figyelembe véve, hogy Engint felmentik, így Pars is szövetkezik İlgazzal és Ceylinnel azért, hogy találjanak Engin ellen bármilyen bizonyítékot, amivel elítélhetővé válik. Amikor sikerrel járnak és később Engint börtönbe küldik, akkor a fiatal ügyvéd szövetséget köt a szintén védőügyvéd nagynénjével, hogy közösen bosszút álljanak a családtagjaikon. Seda az Engin által tökéletesen kitervelt feladatokat hajtja végre, amelynek lényege, hogy az adott nap este 6 órájáig a kiszemelt személyeknek saját maguktól kell bevallaniuk egymás és/vagy a nyilvánosság előtt olyan titkaikat, amelyek megváltoztathatják az életük hátralévő részét (többen öngyilkosságot kísérelnek meg a kilátástalanság miatt). Aki mégsem fedné fel a zsarolásra felhasznált titkaikat, akkor azt a határidő leteltét követően Seda meg fogja tenni. Yekta és Pars több lépésben próbálják megfékezni Engint: előbbi felajánlja Sedának a Tilmen ügyvédi iroda ügyvezetői pozícióját, utóbbi pedig elzárással akarja távol tartani a nőt Engintől. Mindenesetre Yekta az idő szorításában az utolsó lehetőséget bevetve, felajánlja fiának, hogy kihozza a börtönből, ha abbahagyja a bosszúhadjáratot. Párhuzamosan a történésekkel egyre inkább fény derül arra, hogy Zafer nem a tengeren van, hanem eltűnt és senki sem tudja, hol lehet. Kivételt képeznek azok az emberek, akik részesei voltak a halálában, valamint a nyomok törlésében. Sok ellenségére való tekintettel, Engint a börtönben megmérgezik, azonban a mérgezést túléli és kórházba szállítják. Felébredését követően kétségbeesik és azt kéri az apjától, hogy intézze el neki a zavartalan szökést az országból. Ceylin megérzi, hogy Engin készül valamire, ezért az emlékeire hagyatkozva a garázsban felismeri azt a járművet, amit Engin régebben használt és most a szökéshez kívánja felhasználni. Ceylin elbújik az autóban, csakhogy később egy sötét erdőben tér magához Engin holtteste mellett, sebekkel a testén, lőfegyverrel a kezében. Járókelők bejelentése alapján a zavarodott nőre a rendőrség, İlgaz kíséretében közösen rátalálnak, aztán kórházba viszik. Az orvosok megállapítják, hogy Ceylint súlyos trauma érte, amelynek következtében részleges emlékezetkiesés alakult ki nála. Miután kihallgatható állapotba kerül, nem tagadja, ugyanakkor nem is erősíti meg, hogy az emberölés elkövetője ő lenne. Mindazonáltal a bűntény helyszínén, továbbá a róla begyűjtött bizonyítékok alapján Ceylin a tettes, evégett előzetes letartóztatásba helyezi Pars ügyész. İlgaz teljes mértékben megbízik a feleségében, végtére is tudja, hogy képtelen lett volna megölni Engint, hiszen már volt erre alkalma. Mindenesetre olyan elgondolkodtató bizonyítékok kerülnek elő Ceylin ellen, mint például kiválóan bánik a lőfegyverekkel, vagy éppen olyan ügyben volt perképviselete, amelynek témája az Enginhez hasonló mérgezés volt, egyre inkább elkeserítőek a szabadulását illetőleg. Yekta mindent megtesz annak érdekében, hogy Ceylint elítéljék, de sokkal inkább megtorlást akar, mintsem igazságot. İlgaz egyre több szabálytalanságot követ el, amiért a főügyész többször figyelmezteti; később úgy dönt, hogy beadja a felmondását azért, hogy ügyészből, ügyvéd lehessen és Ceylint tudja képviselni. Hamarosan kiderül a hátra hagyott nyomok alapján, hogy egy harmadik személy is azon helyszínen tartózkodott, ahol Engint megölték. Ceylin csupán rosszkor volt rossz helyen, akit miután Engin észre vett utazás közben, tökéletes eszköz volt a gyilkosnak beállítani. Most már emlékszik az eseményekre, így képes vallomást tenni, sőt abban is biztos, hogy az elkövető egy nő volt. Hiába térnek vissza az emlékei Ceylinnek, ugyanis innentől kezdve İlgazzal együtt bizonyítania kell, hogy nem ő ölte meg Engint. A bizonyítási folyamat elhúzódik, mivel Yekta az alkalmazottjaival szünet nélkül elszántan gyűjti azokat az adatokat Ceylin múltját illetőleg, amellyel az ügyvédnő a bírósági tárgyaláson hátrányos helyzetbe hozható. Fokozza a férfi indulatát, amikor Pars ügyész İlgazzal együtt olyan vádiratot készít, amely voltaképpen Ceylinnek kedvez a látszat ellenére. A vádiratban életfogytig tartó szabadságvesztést indítványoznak, azonban számtalan körülmény nem került megemlítésre. Yekta meg sem próbálja más szemszögből vizsgálni a történteket, csupán nem akar mást hallani, minthogy Ceylint elítélik, végtére is neki meggyőződése, hogy a fiatal nő a tettes. Függetlenül attól, hogy nem Ceylin a gyilkos, hanem a bűnügyi laborból egy Niyazi nevű rendőr (aki egyben az áruló is), mégis a bűnügyi technikus a munkatársára terelve a gyanút úgy intézi, hogy a bűnügyi helyszín közelében talált kesztyűn lévő DNS minták, İlgazhoz kapcsolhatók legyenek. Amikor rájönnek, hogy Niyazi az áruló, akkor a férfi az üldözése közben öngyilkos lesz, ezért kihallgatni már nem lehetséges, hogy ki volt a megbízója. Miközben mindenki a bűnügyi nyomozásra összpontosít, Çınar a barátaival ismét kabítószer-terjesztéssel kapcsolatos ügybe keveredik, viszont most sokkal rosszabb a helyzet, hiszen a helyi bűnszövetkezettől lopták el a drogot, akik követelik a pénzüket. Fontos esemény, amikor İlgaz nagyapja, Merdan elhiteti mindenkivel, hogy Zafer valójában életben van, mindössze azért, hogy a családja ne keresse a férfit, továbbá ezzel a hazugsággal védje a fiát, Metint és az unokáját, Çınart. Ezzel a lépéssel csak rövid ideig képes húzni az időt, mivelhogy Ceylin hamarosan kapni fog egy videofelvételt a már halott Engintől, amiben elmondja, hogy kitervelte a saját halálát. A felvételből továbbá kiderül egy új rejtély is, amellyel az apjára céloz. Zafer halála innentől kezdve sarkalatos kérdés lesz, amit elsőként İlgaz ért meg, de Ceylin erről hallani sem akar, végtére is abban hisz, hogy az apja a hajóútról haza fog térni. Párhuzamosan ezzel az eseménnyel, egy közúti ellenőrzés elől elmenekülve, Çınar a barátaival lebukik, végül az általuk használt jármű csomagtartójában egy holttestet találnak (egy kíméletlenül meggyilkolt fiatal lányról van szó, azonban ő a történet szempontjából nem lényeges). A kihallgatás során egymással összebeszélve valós történetet mondanak el, viszont mégis elferdítve azt, melynek eredményeképp Ceylin elintézi, hogy a fiatalokat elengedjék, kivéve Serdart. Róla bizonyítható, hogy azon az építkezésen járt, ahol a halott lány holttestét betették a csomagtartóba. Ebből kifolyólag Serdart letartóztatják, aki a birtokában lévő bizalmas információkat kiadva Yektának, megpróbál szövetséget kötni vele azért, hogy kiszabaduljon. Mindent elmond az ügyvédnek köztük azt is, hogy végig Engin irányította őt, tudja, hogy Çınar ölte meg Zafert, az apja segített neki eltüntetni a nyomokat, sőt Zafer eltemetett holttestének helyét is felfedi. Yekta ezekkel az információkkal rendkívüli előnyre tesz szert; úgy rendezi, hogy a félig kiásott holttestet járókelők találják meg az erdőben. Yekta célja az, hogy Ceylinnek és a szeretteinek minél nagyobb fájdalmat okozzon a halálhír, hiszen Ceylin, az Engintől kapott felvételt a végsőkig titokban akarta tartani annak érdekében, hogy örökre börtönbe kerüljön (Ceylin befolyásolta a feleségét, Laçint, hogy Yekta ellen valljon anélkül, hogy tudatta volna vele a videofelvétel tartalmát; később İlgaz megtalálta az anyagot, így Yekta kiszabadult). Most már Çınar közel jár ahhoz, hogy kiderüljön az igazság, ellenben az apja nem hajlandó tovább segíteni neki, hanem sokkal inkább saját magát menti, miközben az apjával, Merdannal szövetkezik. Metin a saját érdekében alattomosan Yavuzra, a volt rendőrfőnökre tereli a gyanút, akin egyrészt így akar személyes bosszút állni, másrészt megragadja a megfelelő alkalmat, ugyanis Zafer őt tartotta fogva, amikor İnci gyilkosát kereste. Következésképp úgy tűnik, Yavuz ölte meg Zafert, amit lassan mindenki elfogad a bizonyítékok mellett, csakhogy a férfi bizonyítani tudja az ártatlanságát, emiatt szabadon kell, hogy engedjék. İlgaz innentől kezdve önálló nyomozásba fog és hamarosan rájön, hogy az öccse, Çınar a tettes. Megtalálja a bűntény helyszínét, miközben megérti, hogy a családja már negyed éve folyamatosan hazudik neki. Miután megtudják, hogy İlgaz mindenre rájött, Metin a temetőben az anyja sírjánál megpróbál öngyilkos lenni, miközben Çınar hamis útlevéllel szökni készül az országból. A Metin által hagyott búcsúlevélből következtetve, İlgaz még időben érkezik és képes lebeszélni az apját az öngyilkosságról, ami egyébként sem sikerült volna, mivel Merdan előzetesen kiszedte a lőszert a tárból. İlgaz következő gondja, hogy hiába kényszeríti őket arra, hogy Çınart visszahozzák, hiszen a fiú eltűnik abból a konténerből, ahol elrejtették a kikötőben. Yekta az, akinek az emberei elrabolták Çınart és a bűncselekmény helyszínére vitték. Jól tudja, hogy İlgaz még nem mondta el Ceylinnek, hogy a családja a felelős az apja haláláért, evégett úgy rendezi, hogy akkor találkozzanak össze, amikor Çınart kiszabadítják. Azt feltételezi, hogy ez olyan haragot fog létrehozni kettőjük és a családjuk között, amelyből soha nem lesz kiút. Mindenesetre Ceylin függetlenül a benne lévő haragtól válaszút elé állítja a férjét, miszerint vagy mellette marad, vagy pedig a családját választja. İlgaz őt választja és ezzel vállalnia kell, hogy kimarad a nyomozásból, valamint a családját érintő ügyekből. A döntés ellenére Ceylin folyamatosan érezteti férjével, hogy az előzményekért őt is hibáztatja, amit İlgaz megelégel és elhatározza, hogy beadja a válókeresetet annak érdekében, hogy a felesége képes legyen túllépni a történteken. Közben Serdart, az utolsó és egyetlen tanút keresi mindenki, csakhogy senki sem tudja, hogy Yekta valójában rejtegeti őt. Pars és İlgaz a tényekből kiindulva úgy vélik, hogy nem Çınar adta le Zaferre a végzetes lövéseket, hanem Serdar. Ez valóban így történt, amit a fiatal férfi félelemből még Yektának sem mondott el. Mindezt nyomás gyakorlására teszi meg az ügyvédnek, aki a Parsnak tett vallomásában ezt elhallgatja és Çınart nevezi meg a gyilkosnak. İlgaz és Ceylin eltérő állásponton vannak, azonban kénytelenek továbbra is összetartani, hiszen az egy évvel korábbi, Çağadaş Şmukterhez kapcsolható első közös ügyük miatt, most tartaniuk kell egy bosszúhadjárattól: Egy Yeşim névvel rendelkező fiatal nő végezni akar mindenkivel, aki Çağadaş védelmében részt vett; Ceylint megpróbálja megmérgezni, sőt az elején aljas módon, az İnci néven mutatkozik be. Eközben Yekta bizalmi embere, Cüneyt besegít Ceylinnek a főnöke törvénytelen ügyeinek leleplezésében, ráadásul elmondja a Serdar által bizalmasan megosztott információkat. Ebbe beleértve azt is, hogy Yekta befolyásolta Zafert annak érdekében, hogy Çınarra támadjon, valamint Serdar, Engin utasítására ölte meg Zafert. Ceylinnek továbbá sikerül a saját oldalára állítani Osmant és Laçint is, ezért ezzel az összefogással kiderül, hogy Yekta ügyvédi irodája pénzmosásban érdekelt. Hiába próbálja Yekta titokban és minél gyorsabban megsemmisíteni az ügyiratokat, ugyanis a hatóság gyors közreműködésének köszönhetően az ügyvédet a helyszínen lefoglalt bizalmas dokumentumok kíséretében őrizetbe veszik. Ahogy telik az idő, Ilgaz és Ceylin belátják, hogy szükségük van egymásra és később hivatalosan megszervezik az esküvőjüket. Ezzel párhuzamosan gyakran előre lépünk az időben félévet, ahonnan kiderül, hogy Ceylin megölte İlgazt. |

### Második évad (2022–2023)
| A második évad tartalma |
| --- |
| Lakossági bejelentést követően, gyanú alapján a rendőrség helyszíni ellenőrzést folytat le egy elhagyatott épület udvarában lévő kút tekintetében, ugyanis az ismeretlen bejelentő, benne lévő holttestekre hivatkozott. Ahogy zajlik a kutatómunka nemsokára kiderül, hogy borzalmas jelenséggel állnak szemben: a kútban rendszeresen odagyűjött hullák maradványait fedezik fel, amik közül emberi csontokra, valamint különböző életkorú és nemű holttestekre bukkannak. Az egyikük, a fiatalkorú Mehmetcan még életben van, akit az anyja hetek óta keres, ráadásul a nő, jelenleg Ceylin ügyfele. A főügyészi kinevezést váró İlgaz elrendeli a nyomozás megindítását, valamint az azonosítható holttestek boncolását. Időközben İlgaz nem kapja meg az előléptetést, hanem Parsra esik a választása a legfelsőbb ügyészségnek. A női hullát sikerül beazonosítani és megállapítják, hogy Neváról van szó, aki szomorúan és indulatosan tért vissza a Cüneyttel közösen töltött szabadságáról, mivel a férfi a Yektától ellopott pénzt a beleegyezése nélkül, nála rejtette el. Tekintve, hogy Pars nem akart neki segíteni a pénz elhozatalában, ezért Neva találkozott Yektával azért, hogy a közreműködését kérje. A vagyonától teljesen megfosztott ügyvéd jelenleg mindent elveszített, végrehajtási ügyekben vesz rész, sőt Laçinnak is sikerült elválnia tőle. Csupán azért engedték szabadon, mert több olyan kétes eredetű ügyek gazdáit felfedte, amivel a rendőrség és az ügyészség bűnszövetkezeteket tudott felszámolni. Hamarosan İlgaz kap egy zsarolólevelet utasításokkal együtt, melynek értelmében Ceylinnek kell átadni azt helyszínen talált kést, amin Neva ujjlenyomatait találták meg. İlgaz mindenképp el akarja kerülni a felesége részvételét ebben a zsarolási ügyben, viszont Pars meggyőzi Ceylint. A zsarolási ügy félresikerül és Ceylinnek csapdát állítanak annak érdekében, hogy megöljék. Szerencsére İlgaz időben érkezik és megakadályozza az utolsó pillanatban, hogy a felesége belépjen az elromlott felvonóba. Később megtalálják Neva kiégett autóját és végső soron a meglévő nyomokból kiindulva İlgaz gyanítja, hogy az emberrabló és egyben sorozatgyilkos egy családot alkotott az általa gondosan megkeresett emberekből, ugyanis semmilyen kötelék nincs köztük. Eközben elrabolnak egy taxisofőrt, egy ingatlanközvetítőt, egy kamasz lányt és egy kisfiút, ráadásul most már túszként Ceylin is áldozatul esik. Mindannyiban bekerülnek annak az épületnek az alagsorába, ahol az előző foglyul ejtetteket is bezárva tartották. Megkezdődik a versenyfutás az idővel, végtére is éheztetni, szomjaztatni kezdi őket az elrablójuk, miközben mindig csak annyi élelemmel látja el őket, ami éppen arra elég, hogy egymással megharcolva érte, életben maradjanak. Az emberrabló célja, hogy a kiválasztottak a türelmüket és kognitív képességeiket elveszítve fokozatosan végeznek egymással; az ingatlanközvetítő megpróbál öngyilkos lenni, a kamasz lány többször rájuk támad, viszont a taxisofőr meghal a helyiségbe bejuttatott tőr által. Ezután bekerül közéjük Burak Yıldırım, a rendőrségi tudósító, akit hamarosan azzal kezdenek el gyanúsítani, hogy ő áll a borzalmas történések mögött. A fiatal férfi múltjáról kitudódik, hogy 2010-ben egy tűzesetben elvesztette a családját, akik ugyanolyan korúak és neműek voltak, mint a fogva tartottak. Az eseményekkel párhuzamosan Laçin jóhiszeműségére hatással, Yekta hazugsággal eléri, hogy a volt felesége átmenetileg visszafogadja őt, sőt a túszok kiszabadítását követően Burak nagyapja, Haluk felkéri őt az unokája védelmére. Yekta ezt a lehetőséget feltételekkel, de elvállalja, hiszen jól tudja, hogy ez az egyetlen lehetősége a megerősödésre, valamint bosszúállásra. İlgaz biztos benne, hogy Burak az elkövető, azonban a fiatal férfi ellen egyrészt nem mutatható fel semmilyen használható bizonyíték, csak feltevések, másrészt Burak az eddigi életét a segítőkészségre alapozva mindig úgy szervezte, hogy a személye a köztudatban elismert legyen, emiatt sokkal nehezebb fellépni ellene. Mindazonáltal még mindig nem tisztázott, hogy a túszok között lévő taxisofőrt ki ölte meg mindaddig, amíg Ceylin el nem olvassa Çiğdem hamis vallomását: valójában a lány tette önvédelemből, csakhogy a várandósságára való tekintettel leplezni akarja a történteket azért, hogy szabad maradhasson; Ceylin ráveszi, hogy módosítsa a vallomását. Yekta eközben folyamatosan befolyásolja a végtelenül hiszékeny Halukot, akinek meggyőződése, hogy Burak ártatlan. Miután Burakot a kihallgatását követően szabadon kell engedni, İlgaz nem nyugszik meg, ezért a kihallgatásról készült felvételeket elemezve rájön, hogy Burak nem vérfóbiás, mindössze elhitette mindenkivel azt. Ezt a tényt bizonyítva, ugyanakkor a Burak által összeállított pszichológiai kérdőívből kiindulva (ahonnan az áldozatait toborozta), İlgaz és Eren elindulnak ismét őrizetbe venni őt, csakhogy a tudósító menekülni kezd, fegyverrel lövést ad Erenre, amit İlgaz viszonoz, majd a lövés következtében Burak a kórházban meghal. Ezt követően Haluk a benne uralkodó fájdalom és harag végett utasítja Yektát, hogy mindent tegyen meg annak érdekében, hogy az ügyészek megfizessenek. Következésképp az ügyvéd Ankarába utazik a legfelsőbb ügyészhez, Turgut Alihoz, akinek felkelti a figyelmét az isztambuli bíróságon tapasztalt szabálytalanságokra. Turgut kíváncsiságból és az ügy tisztázása érdekében Isztambulba megy és nemsokára átmenetileg felmenti a szolgálat alól İlgazt, Parst és Erent. A legfőbb ügyész által lefolytatott nyomozás azonban váratlan fordulatot hoz, ugyanis nem talál szabálytalanságot a vizsgálat alá helyezett köztisztviselők munkájában, ráadásul sikerül megtalálni azt a töltényhüvelyt, amit İlgaz figyelmeztetésül adott le mielőtt Burakot lelőtte volna. Haluk ezt hatalmas veszteségként éli meg, ezért utasítja Yektát, hogy kizárólag ezeknek az embereknek okozzon nehézségeket, ugyanakkor megad neki minden eszközt az eredményes munkavégzéshez. Yekta eléri, hogy az elmenekülni készülő Serdart feladja az őt egyfolytában kereső Çınarnak; tudja, hogy Çınar bosszút akar állni rajta, emiatt az emberén keresztül lőfegyvert is eljuttat hozzá. Çınar amint elkapja Serdart nem İlgazt értesíti, hanem Zafer feleségét, Gült, aki a rokonaival együtt a helyszínre siet. Elszabadulnak az indulatok, valamint a számonkérő megnyilvánulások, végül Serdart megölik, de nem bosszúból, hanem önvédelemből, mivel életveszélyes fenyegetésbe kezdett. Tekintve, hogy aznap İlgaz és Ceylin családja közös vacsorát tart, így igyekezniük kell, úgyhogy Merdan addig egy hulladéklerakó területén megszabadul a holttesttől. A halálesetet hiába próbálja Merdan eltitkolni, hiszen Yekta szintén közvetve két fiatalon keresztül kihívja a rendőrséget. Az eseményben részt vevők egymást segítve eltüntetik a nyomokat a tetthelyről, csakhogy kiderül, hogy részesei a történteknek. Egymást fedezve egymással közel azonos vallomást tesznek, sőt Merdan elintézi, hogy egy lekötelezettje magára vállalja az emberölést. İlgaz és Eren hamar rájönnek, hogy a férfi mindössze egy betanult szöveget mondott. Miután a bűnügyi nyomozás elegendő bizonyítékokkal rendelkezik annak érdekében, hogy kiderüljön az igazság, Merdan beismer mindent. Abban reménykedik, hogy a vizsgálatot nem folytatják tovább, illetve ebben a formában képes megvédeni az igazi elkövetőt, Parlát. Ceylin időközben rájön, hogy mostanáig a rokonai teljesen megvezették, evégett kénytelenek bevonni őt a titkaikba. Figyelembe véve, hogy mindenki teljes összhangban van Merdan ártatlan elítélése mellett (még, ha ez rosszul is esik nekik), Ceylin megparancsolja nekik a hallgatást, ellenkező esetben amennyiben İlgaz ezt megtudja, akkor el fog válni tőle. Hiába az igyekezetük, ugyanis a történtekről Yekta embere felvételt készített, amiből kiderül, hogy Parla mérte a halálos ütést Serdarra. Tekintve, hogy bizonyítható a bűncselekmény, Yekta egy névtelen üzenetben felhívja İlgaz figyelmét arra, hogy nem a nagyapja a gyilkos. Ceylint ugyanakkor megpróbálja megzsarolni annak érdekében, hogy İlgazt megölje (ezt nem mondja meg neki, csak céloz az emberölésre). Mivel Ceylin nem hajlandó engedi a zsarolásnak, ezért Yekta azonnal elküldi a felvételt İlgaznak, aki amint megnézte a rögzített jeleneteket, Parlát őrizetbe kívánja venni. Ceylin hazugsággal, a férje érzéseit kihasználva időt kér, viszont mindezt a lány szöktetésére használja fel (Parla egyébként megpróbálta korábban feladni magát, de Çinar lebeszélte róla). İlgaz rájön a fondorlatra és később a repülőtéren indulás előtt a rendőrség közreműködésével elkapja őket. Figyelembe véve, hogy İlgaz nem engedte, hogy a nagyapja ártatlanul börtönbe kerüljön és Ceylin kérését figyelmen kívül hagyta, valamint a nő erre válaszul kihasználta és elárulta, a kapcsolatuk jelen állás szerint véget ért. Ceylin beadja a válókeresetet, azonban a tárgyalásról elkésik, a válás nem válik hivatalossá, így továbbra is házasok maradnak. Ceylin nem akar távolabb kerülni a férjétől, úgyhogy megragadja az alkalmat és védelmet ajánl egy kétségbeesett családnak, akiknek a lányát holtan találták a tengerben; a fiatal nőt az esküvője napján ölték meg. A nyomozás során kiderül, hogy Ferda nem akart megházasodni, hanem kényszerítették a házasságra. További megállapítások, hogy Ferda szervezetében előre feloldott, nagyobb mennyiségű nyugtatószereket találtak, illetve bántalmazás nyomai egyértelműen láthatók rajta. Eközben Ceylint megzsarolják, hogy ha nem éri el İlgaznál az ügy lezárását, akkor meg fogják ölni őt. Ceylin a fenyegető hívás után Parstól kér segítséget, aki hamarosan tájékoztatja İlgazt. Az ügyész a nyilvánosság előtt kijelenti, hogy nem enged a fenyegetésnek, evégett folytatja a nyomozást. A zsarolók merényletet kívánnak elkövetni ellene egy autóbomba felhasználásával, csakhogy a rendőrségi parkolóban Pars és Metin esnek áldozatul. Ők könnyebben sérülnek meg, azonban időközben fény derül arra, hogy Ferdát a testvére eladta, hiszen úgy akarta törleszteni a szerencsejátékokból felhalmozott tartozásokat, hogy eladja és megházasítja őt. Yekta is bekerül az ügybe, aki védelmet biztosít a vőlegénynek, mindazonáltal senki sem gyanítja, hogy Ömerrel, a fogadott fiával közösen szándékukban áll a jelentősebb vagyonnal rendelkező Halukot börtönbe juttatni és a pénzére szert tenni. İlgaz továbbra sem enged a zsarolásnak, ezért a névtelen fenyegetői elrabolják a húgát, Defnét, valamint súlyosan megsebesítik az apját. Arra összpontosítanak, hogy ha az ügyész családjának életére törnek, akkor engedni fog a zsarolásnak és felhagy az ügy kivizsgálásával. İlgaz és segítői tudják, hogy mindez azért történik, mert Ferda vőlegényét akarják ezzel a lépéssel kiszabadítani, aki közreműködött a fiatal nő holttestének eltüntetésében. Defnével üzenetet is küldenek İlgaznak, miszerint megölik, amennyiben nem teljesíti a követeléseiket. Tekintve, hogy kétségbeesetten próbálnak a kislány nyomára bukkanni, telik az idő, így a bűnszövetkezet tagjai bezárják őt egy hűtőkocsiba, vagyis sorsára hagyják. Habár İlgaz, Ceylin és Eren az utolsó pillanatban megtalálják Defnét, mégis eközben Pars végzetes hibát követ el, amikor megengedi Ridvannak, hogy részt vegyen egy rendkívül kockázatos küldetésben: az elképzelés szerint elhitetik a közönséggel, hogy Salimot, Ferda vőlegényét szabadon engedik, következésképp Defne megmenekül. Mivel a kiképzett rendőr nem érkezett meg időben és Ridvan hasonlított Salimra, evégett elvállalta a feladatot, csakhogy a bűnözők célja Salim megölése. Amikor Ridvan rettegve közli velük, hogy nem ő Salim, akkor ennek dacára ugyanúgy végeznek vele. A főügyészt annyira megviselik a történtek, hogy lemond a beosztásáról, illetve beadja a felmondását a bíróságon. Mindeközben Özge tudomást szerez arról, hogy ki ölte meg a vőlegényét, Ridvant, úgyhogy követni kezdi azért, hogy felelősségre vonja. Kesik könnyen rájön, hogy követik és Özgét elkapva az utcán megszégyeníti, mindazonáltal Ridvan gyávaságával addig provokálja, amíg a nő Derya fegyverével megöli őt. Özge kétségbeesve elmondja Ceylinnek, hogy megölte Kesiket, aki Osmannal együtt segít neki eltemetni a holttestet, illetve a fegyvert, mint tárgyi bizonyítékot eltüntetni. Miközben mindenki Özge ügyére összpontosít, valamint a saját magáról életjelet nem adó Pars-szal foglalkozik, figyelmen kívül hagyják, hogy Yekta és Ömer rájöttek arra, hogy Ceylin beépítette közéjük Aytent. Ömer hasonló módszert alkalmazva bizalmat kelt Ceylinben, miszerint ő más, mint az apja Yekta. Ömer kitűzött célja, hogy İlgaznak ártson. Ömer aljas, ámbár rendkívül hatékony terve értelmében İlgazt megvesztegetés megalapozott gyanúja végett felmentik a szolgálat alól, amelyre tárgyi bizonyítékok rendelkezésre állnak. İlgazt valóban megpróbálták megvesztegetni, a Yekta közvetítésében megszervezett találkozón, azonban ő ennek sikeresen ellenállt. Jóllehet az ügyész okos tervet eszel ki annak érdekében, hogy később elhitesse velük a közreműködését, mégis mindez elegendő ahhoz, hogy csapdába csalják. A tervéről nem értesítette a legfőbb ügyészt, Turgutot, ráadásul nem tudja bizonyítani az ellenkezőjét a csempészetben való részvételnek, a kenőpénz elfogadásának, valamint az aláírása is szerepel a magánokiratokon. Ceylin minden megpróbál megtenni a férje kiszabadítása érdekében, viszont a terhelő bizonyítékok kíséretében İlgazt letartóztatják. Ekkor fogadja el Yekta segítségét, aki Ömer miatt veszélyben érzi magát, következésképp meg akar szabadulni a fiatal férfitól. Yekta úgy látja, hogy nem képes Ömert irányítani, ami a vállalkozását és a hírnevét tekintve kockázatot jelent. Ömerről kiderül, hogy valójában Yakup a neve, aki nem Yekta fia, csupán felvette az általa megölt testvére nevét (a továbbiakban a megszokás végett megtartjuk az Ömert). Ömer ezen felül megbízta Serdar testvérét, Gökhant, hogy Eyüp néven Defne megtalálását követően férjen Cinar bizalmába (elsősorban neki kell bejuttatni İlgaz lakásába az ellopott műtárgyat). Gökhan semmi mást nem akar, semmint bosszút állni Parlán, aki a halálos ütést mérte Serdarra. Ceylin és Yekta közös munkájának köszönhetően İlgazt felmentik a vádak alól és sikerül Ömerre bizonyítani az előzményeket azzal a felvétellel, amit Gökhan készített a saját védelme érdekében: a felvételen látszik, hogy Ömer a megbízója, sőt az İlgaz aláírásának meghamisítását elősegítő munkagép megvásárlása is. Mindezen tények bebizonyítják, hogy İlgaz ártatlan. Ezzel azonos időben hiába helyezték Ömert vizsgálati fogságba, mégis szabadon kell engedniük, mivel mindent úgy rendezett korábban, hogy Yektát gondolják a felbújtónak. Yekta szabadkozik, ugyanakkor cáfolja Ömer állítását és ezúttal İlgaz és Ceylin hisznek az ellenségüknek. İlgaz tájékoztatja a legfőbb ügyészt, Turgut Alit, hogy megítélése szerint Ömer egyedül kevés volt ahhoz, hogy ellene hamis bizonyítékokat készítsen. Amikor elmondja, hogy Özcan ügyészre gyanakodik, Turgut kénytelen lépéseket tenni, azonban időközben a börtönügyész felhívja İlgazt és felfedi számára, hogy a börtönben lévő Halukot meglátogatta Ömer, sőt korábban Turgut is. A legfőbb ügyész elrabolja İlgazt, ugyanis most már nincs más választása, ugyanakkor a kitűzött célja Haluk utasítására megölni az ügyészt. Halukban jelenleg is életben van a bosszúvágy, amiért İlgaz lelőtte az unokáját, Burakot. Turgut azért kereste fel a gazdag Halukot, hogy anyagilag támogassa meg a beteg kislánya gyógyításával járó magas költségeket, viszont a férfi csak azzal a feltétellel járul hozzá, ha Turgut börtönbe juttatja İlgazt. Tekintve, hogy İlgaz ártatlanságát sikerült bizonyítani, így Haluk nem fizetett. A kényszerhelyzetben lévő Turgut lelövi İlgazt, akinek a holttestét Ömer egy temető melletti szemetes konténerben hagyja, miközben a telefonjáról Erennek küld egy üzenetet annak érdekében, hogy rátaláljon. Az eseménnyel párhuzamosan Parla kétségbeesve hívja fel Ceylint, miszerint leszúrta önvédelemből Eyüpöt. Ceylin azonnal a segítségére siet semmit sem tudva arról, hogy a férjével mi történt. Parlát alaposan kioktatja mit kell tennie és esetlegesen mondania a saját védelme érdekében, viszont amikor megpróbálja megsemmisíteni a nyomokat, akkor Eren rátalál. Eren az İlgaznál talált nyakláncból arra következtetett, hogy Ceylin ölte meg őt. Eren elhiteti mindenkivel, hogy a haragja valós Ceylin iránt, de később közli vele, hogy Turgutot gyanúsítja és az egész elterelés a részéről. Ceylin, Eren, Derya és Yekta közösen összefognak, hogy Turgutot és Ömert elkapják, végül az általuk összegyűjtött bizonyítékok mellett sikerrel járnak. A lelkileg teljesen összetört Ceylint elviszi Eren kikapcsolódni arra a helyre, ahová İlgazzal közösen akartak menni. A fiatal nőről kiderül, hogy várandós, azonkívül az életben lévő İlgaz is felfedi magát. |

### Harmadik évad (2023–2024)
| A harmadik évad tartalma |
| --- |
| Eltelik 5 év az időben miután İlgaz és Ceylin összetalálkoztak Alaçatıban. Ez idő alatt nem csak a körülmények változtak meg, hanem a kapcsolatuk is teljesen átalakult a rossz irányba: Metin visszatérni készül a rendőrségre, Çınar és Parla házasodni terveznek, Osman egy jól működő vállalkozásba kezdett Can Aynar üzlettársával, Yekta és Ceylin ellenszenve egymás iránt mérséklődött, Eren tervezi eljegyezni a barátnőjét, Tuğçe rendőrnő lett, Laçin könyvet írt az életéről, amit éppen megfilmesíteni akarnak. Ceylin befejezte az ügyvédi pályafutását és ügyész lett belőle és bár İlgaz ügyész maradt, mégsem képeznek már egy párt, sőt Ceylin rendszeresen gyűlöletet mutat İlgaz felé. Az elején úgy tűnik, hogy van egy közös lányuk, Elif, viszont róla hamarosan kiderül a néző számára, hogy valójában Osman és Aylin gyereke. Ceylin csupán Eliffel próbálja csillapítani a fájdalmát, amiért a saját lánya, Mercan 2,5 évvel ezelőtt egy nyaralás során nyomtalanul eltűnt. Mercan keresése során egy idős, ellátásra szoruló férfi, Macit jóllehet látta őt, csakhogy a demenciája végett nem tud értékelhető információt adni. A jelenben Merdan bevonul hozzá az idős otthonba annak reményében, hogy megtudhat Macittól valamit a dédunokájáról. Közben egy szálloda ablakából kizuhant fiatal nő halálának ügyében a főügyésznő elrendeli, hogy İlgaz és Ceylin együtt dolgozzanak. Az öreg hosszas kitartást követően sikerrel jár és megtudja, hogy egy nő rabolta el Mercant a tengerpartról. Újra megnézik az akkor jelenlévő nőket, csakhogy a Macit által leírt nő nincs köztük, ezért előrébb sajnos nem jutnak. Nemsokára Ceylin kap egy csomagot, benne egy olyan ruházattal, ami Mercan korabeliekre utal, úgyhogy İlgazzal biztosak lesznek abban, hogy a lányuk életben van. A térfigyelő kamerák segítségével próbálják kideríteni azt a lehetséges személyt, aki a dobozt a lakás ajtaja elé dobta be. Yekta is segíteni akar, így a cél elérése érdekében kénytelen szövetséget kötni Kadir Adarlival, aki egy veszélyes bűnszövetkezet vezetője, mellesleg kegyetlen vallatási módszereiről közismert, tehát rettegnek tőle. Kadir átadja a felvételt Yektának azzal a feltétellel, hogy közreműködik a pénzre befektetésében, amelynek eredményeképp tisztára mossák azt. A felvétel megszerzésébe fektetett kockázat azonban nem hozza meg a várt eredményt, végtére is mindössze annyi derül ki róla, hogy egy nő hozta a csomagot. Eren miközben a 2,5 évvel ezelőtti kihallgatások felvételeit ismét átnézi, gyanús lesz számára Dilek, a menyasszonya, mivel feltételezi, hogy valamit rejteget. Kiderül Dilekről, hogy van egy nem vérszerinti nővére, Filiz Bağci, akit a szülei örökbe fogadtak, de nem kapta meg az Oknaz vezetéknevet, következésképp nem is vették figyelembe őt. Dilek beismeri, hogy ő vitte a dobozt Ceylin házához, mert gyötörte a lelkiismerete. Tekintve, hogy egyébként is minden kiderült volna, nem ellenkezik, hanem eljuttatja a hatóságot Filiz félreeső rejtekhelyére, aki már menekül Marcannal. Útközben közúti balesetet szenvednek, viszont a baleset másik részt vevője egy ittasan vezető, feltételesen szabadlábon lévő fiatal. Canbert édesanyja, Handen egy gazdag nő, aki szállodahálózatot épített ki a városban. Handen nem akarja, hogy a fia börtönbe kerüljön, evégett alkut ajánl Filiznek, miszerint külföldre, Bosznia-Hercegovinába szöktetik őket. Handen a fia révén rájön, hogy a Doğa névre hallgató kislány, valójában az elrabolt Mercan. Döntenie kell, hogy megmenti a fiát a börtön elől, vagy felfedi Mercan kilétét. Az előbbi mellett határoz, azonban időközben a hatóság is eljut hozzájuk, ugyanis a térfigyelő kamerákat átnézve rájöttek a balesetre és eljutottak a helyszínre. Hiába találják meg Mercant, a kislány nem emlékszik a szüleire, amivel Filiz elérte a bosszúja célját. A férje korábban megölte a közös lányukat Doğát és utána öngyilkos lett, amiért Filiz, Ceylint hibáztatta. Mercan tekintve, hogy az antropogén környezettől teljesen elzárva élt, nehezen barátkozik meg az urbanizált, városias térséggel. Fokozza a nehézségeket, hogy İlgaznak és Ceylinek először pszichológushoz kell vinniük a kislányt, valamint bizonyítaniuk kell, hogy az ő gyermekük. Ceylin a karakteréhez hűen türelmetlen Mercannal szemben, ugyanis erőlteti, hogy az anyjának nevezze, nem beszélve arról, hogy İlgazt hamarabb szólítja apának. Később Mercan természetesen Ceylint is anyának fogja hívni. Közben Ceylin felidéz egy emléket, amikor harmadéves volt az egyetemen és Enginnel közösen, ámbár hirtelen megkapták egy Tülin nevű csoporttársuk újszülött gyermekét, aki nem akarta vállalni őt. Ceylin és Engin akkoriban Yektára bízta a gyereket, viszont később Tülin keresni kezdte, csakhogy Yekta azt hazudta neki, hogy a gyereke meghalt. Ceylin és Engin úgy tudták, hogy a gyereket örökbe fogadták, illetve jó körülmények között élő családhoz került. Ahogy Ceylin fokozatosan halad előre a nyomozásában, Tülin váratlanul rosszul lesz a szeme láttára, majd a kórházban meghal, mivel a kiérkező mentőben éppen nem állt rendelkezésre az anafilaxiás sokk kezeléséhez szükséges gyógyszerkészítmény. Nemsokára meghal egy fiatal férfi motorbalesetben, ahová kifejezetten gyorsan ugyanaz a mentő érkezik, végül ez az esemény is halállal végződik. Csakhamar kiderül, hogy a helyszínre kiérkező mentős szándékosan késleltette, valamint hátráltatta a sérültek ellátását, végtére is mindannyian szervdonorként voltak regisztrálva. A mentős, Okan célja, hogy a szívbeteg fia, Cem mihamarabb kapjon egy egészséges szívet. Ceylin is gyanakszik, ezért Okant a Tilmen ügyvédi irodába hívja, viszont a férfi túszokat ejt és követeli İlgaztól, hogy találjon a fiának egy alkalmas donort. Jóllehet Mercant sikerül kiszabadítani a túszok közül, mégis Yekta több lövést kap Okantól. A férfi ügyeskedésétől függetlenül meghal egy másik fiatal és Metin sikeresen rábírja a szülőket, hogy ajánlják fel a szívét, ezáltal Cem életben maradhat. Az eseményekkel párhuzamosan senki nem figyel arra, hogy a korábban Mercan keresésébe beavatott Kadirtól nem szabadultak meg, így Osman és Çınar nagy bajban vannak: miután Can egy jelentősebb összeget vesztett Kadir kaszinójában, ráadásul az ő pénzét, ezért megöli őt. Yekta nem hajlandó tovább segíteni Osmannak és Çınarnak, evégett magukra maradnak; a tartozást vissza kell fizetniük. Mindez hiába történik meg, Kadir újabb feladattal bízza meg őket, ellenkező esetben a családjuk életére fog törni. Többször céloz arra, hogy az életüket úgy fogja alakítani, ahogy akarja: „Az életben minden lehetséges fiatalember! Szóval... eszetekbe jutott valaha is, hogy Can barátotok holttestét saját kezűleg temessétek el egy név nélküli sírban?” Hiába fizetik vissza a Can által felhalmozott tartozást, melyre Kadir elképzelése szerint egyetemlegesen terheli őket a felelősség, ugyanis megbízza őket egy fiatal nő, Seçil Minkat felkutatására. Mint kiderül Seçil a gyerekkori barátnője Çınarnak, akinek sikerült megszöknie a Kadir által működtetett bűnszövetkezet, nőkkel szembeni embertelen ténykedései elől (prostitúció, béranyaság, emberkereskedelem). Seçil mindent elmond a rendőröknek és ügyészeknek, akik elkezdenek szerveződni a teljes hálózat felszámolása érdekében. Kadir utasítást ad Osmannak, miután megakadályozták Seçil visszarablását, hogy ölje meg őt, amit képtelen megtenni. Ahogy a hatóság egyre közelebb kerül Kadirhoz, a férfi a főügyésznőn keresztül megpróbálja leállítani az akciót sikertelenül, végtére is számítanak az ügyeskedésére. Kadir elfogását követően útközben megtámadják az őt szállító járművet, majd İlgaz apja, Metin és egy járőr áldozatul esnek és a helyszínen több lövés következtében meghalnak. A megrázó halálesetet követően sem állhatnak meg, mivel a fogva tartott lányok közül Meltem Atman, jóllelet visszakerült a családjához, mégis ott hasonló megpróbáltatások várnak rá, mint korábban. Az apja közönségesen pénzért cserébe eladja a testét egy barátjának, hogy nyugodtan rendelkezzen felette. Az esetet Meltem báttya, Cengiz sem próbálja megakadályozni, sőt kéri a részét a pénzből, miközben az apa a lánya ellenkezését figyelmen kívül hagyva kényszeríti az aktusra. Az apát reggelre holtan találják és a nyomok, valamint az érintett családtagok kihallgatása után arra a következtetésre jutnak, hogy Meltem kisöccse, Atilla (nem összetévesztendő a magyar Attila név helyesírásával!) volt az egyetlen, aki fellépett a nővére védelme érdekében. Ceylin és Yekta megpróbálják minden lehetséges eszközzel elterelni a figyelmet Atilláról, csakhogy erre az ügyészek és többek között İlgaz is rájön, ezért Ceylin ész érvekkel megpróbálja őt meggyőzni, hogy ne vonják felelősségre, mivel az apa halála voltaképpen megváltás a család részére. İlgaz bármennyire is megérti a történteket, mégsem enged az érveknek, hiszen akkor bárkivel kivételezhetne. Az üggyel párhuzamosan megjelenik egy Cennet nevű asszony a bíróságon, aki kétségbeesetten kéri az ügyészeket, hogy segítsenek megtalálni az eltűnt 12 éves fiát Yiğitet, miután a rendőrség sorozatosan figyelmen kívül hagyta a kérését. Ez az ügy İlgaz és Ceylin figyelmét is felkelti, végtére is a Mercan eltűnésekor közösen átélt élmények következtében együtt éreznek Cennettel. İlgaz és Ceylin között bonyodalmakat okoz Yiğit felkutatása, ugyanis ekkor derül ki, hogy Ceylin még mindig hibáztatja İlgazt, amiért feladta Mercan keresését, emiatt azt akarja, hogy İlgaz lépjen ki az ügyből, mert csak saját magának akar bizonyítani. A férfi ezt nem teszi meg, ráadásul ebben a feszültséggel teli szakaszban megjelenik Firat Gülmez, Ceylin egykori barátja. A nő nem tartja fontosnak, hogy a férje tudjon erről a korábbi kapcsolatáról, amivel csak tovább fokozzák az egymás közti bizalmatlanságot, elvégre İlgaz ezt úgy éli meg, hogy Ceylin semmit sem változott. Tekintve, hogy Firat a rendőrség fiatalkorúakkal foglalkozó osztályán dolgozik, így besegít a nyomozásba, sőt ő találja meg Yiğit holttestét. Hamarosan megjelenik İclal ügyésznő, aki viszont İlgaz korábbi kapcsolatából származik, azonban a férfi ezt nem mondja el Ceylinnek, hanem a nő erre véletlenül jön rá. Mielőtt egymás kapcsolatával foglalkozni tudnának, İclal berendeli Merdant kihallgatásra, ugyanis úgy tűnik, hogy az ő utasítására ölték meg Kadirt a börtönben, holott ő a Kadir által rejtegetett pénz hollétét zsarolta ki belőle azért, hogy a szabadságuktól megfosztott lányok részére az újélet reményében átadja nekik azt. Ceylin és Yekta viszonylag könnyen tudják bizonyítani Merdan ártatlanságát, mégis a bizonyítási folyamat során egyértelmű jelek utalnak Çınarra, aki a saját életútját keresve ismét bajba került egy egyesület által: Çınar egy elbeszélgetés során azt kívánta, hogy az apja gyilkosa, Kadir fizessen meg a tetteiért, amit úgy intéztek el neki, mintha ő lenne a felbujtó. Erről a térfigyelőkamerák által rögzített felvételek bizonyító erővel rendelkeznek, hiába töröl egy részletet Ceylin a kérdéses gyógyszertárban. Az újonnan érkezett szigorú ügyésznő, İclal Zerden nem könnyíti meg a védelem dolgát, ráadásul személyes bosszút tervez Yekta ellen a gyerekkori sérelmei miatt, ezáltal szakmailag teljesen el akarja lehetetleníteni a férfit. Közben Çınart arra kéri az egyesület, hogy a végleges szabadulása érdekében tegyen meg egy utolsó szívességet, miszerint a bíróságról, İlgaz irodájába behatolva, szerezzen meg egy koronatanú nevét. Çınar ezt megteszi nem tudva, hogy ezzel a tanút meg fogják ölni. A tanú nem más lett volna, mint Yiğit testvére. Çınar elmenekül, csakhogy Ceylin és Yekta hamarabb találják meg, mint İlgaz és Eren, ezért menedéket biztosítanak neki. Çınar nem szeretne bujkálni, sőt külön hangoztatja, hogy készen áll az igazságszolgáltatás elé állni, viszont gyorsan kiderül, nem róla van szó, hanem Ceylinről. Ceylin az egyetemi évek alatt az egyesület segítségét kérte és ezt szeretné továbbra is titokban tartani. Később az egyesületet felszámolják, valamint Çınar bíróság elé áll, akinek a vádiratát İlgaz készíti el. Ceylin is kénytelen őszintén beszámolni İlgaznak az akkor történtekről, amelynek értelmében börtönbe juttattak egy egyetemi tanárt a nőkkel szembeni erkölcstelen magatartása végett. Megjelenik egy becsületes tolvaj a bíróságon, miután a rendőrség komolytalannak ítélte meg és azt állítja, hogy betört egy lakásba, ahol megölt valakit. İlgaz elkezdi kivizsgálni az ügyet a rendőrség igénybe vételével, majd a nyomozás során arra a következtetésre jutnak, hogy a betörő igazat mondott. Ahogy zajlik a felderítés, Kubilay rendőrfőnök megpróbálja Erent kivonni a nyomozásból annak érdekében, hogy ne tudjon összedolgozni leginkább İlgazzal. Ennek előzménye, hogy Kubilayt zavarja, hogy kihagyják a nyomozás részleteiből. Eközben Tuğçét területre küldi, aki lelkesen végzi a feladatát. A fiatal rendőrnő véletlenül belekeveredik egy zavargásos esetbe, amiben fiatal férfiak egy prostituálttal erőszakoskodnak. Tuğçe megvédi őt, csakhogy áldozatul esik, végtére is egy óvatlan pillanatban leütik, végül foglyul ejtik. Brutálisan elbánnak vele, összeverik, vélhetőleg meg is erőszakolják, végeredményben a tengerbe dobják. A betöréses ügy mellékleteként találják meg véletlenül, ahol Eren és Efe is jelen vannak. Tuğçe habár életben marad, mégis a kórházban sokáig küzdenek az életéért. Eren bosszút esküszik, amire Tuğçe egy eszméleténél lévő pillanatában kéri is, hogy ölje meg az elkövetőket. Eren bosszúvágya és igazságérzete hajthatatlanná válik, következésképpen Efe segítségével feltett szándéka hamarabb elkapni és megbüntetni a tetteseket, semmint a hatóságok azt megtennék. Fokozatosan sikerül eljutnia hozzájuk és alaposan kiterveli, hogy nem ő fog velük végezni, hanem eléri, egymást öljék meg, ezáltal emberölésért nem vonható felelősségre. Habár İlgaz, İclal és Ceylin gyanítják, hogy ő áll a különös történések mögött, később mégsem próbálják meg rábizonyítani, mivel egyrészt nem lenne mit, másrészt elfogadják, hogy a bűnösök megérdemelték, ami történt velük. Eren ebből kifolyólag a felfüggesztését követően visszaállhat a szolgálatba. Az ügyészek precedens értéket kívánnak azzal teremteni, hogy az elkövetőknek a családtagjai is ugyanúgy felelősségre vonhatók legyenek, végtére is a részesei voltak a gyermekük nevelésében, valamint életében, miközben nem próbáltak meg tenni semmit a magatartásuk ellen. A végjátékban egy gazdag családtól érkezik bejelentés a rendőrségre, ahol az egyik bejárónőt, Serapot holtan találták. A férj, Oktay és a feleség Yeliz már a kihallgatás során gyanússá válnak, mivel minden bizonnyal alapos okuk van titkolózni: a jelek alapján Serap takarítás közben megcsúszott a padlón és lezuhant a lépcsőn. Valójában Serapnak viszonya volt Oktay-jal, amire Yeliz rájött. Serap egy vita során addig provokálta emiatt Yelizt, amíg a nő indulatból lelökte a lépcsőn. Yelizre gyakorlatilag lehetetlen bizonyítani a gyilkosságot, hiszen az egyetlen lehetséges tanút 5 millió lírával lefizeti, aki evégett visszavonja a vallomását, hivatkozva a halálos betegségére és a gyermeke jövőjére. Ezután egy 20 évvel ezelőtti szintén Yelizhez kapcsolható gyilkossági ügyet nyitnak meg, amiben a testvére és a sógornője voltak az áldozatok. A tárgyi bizonyíték itt elrejtve rendelkezésre áll, amit leginkább İlgaz szeretne megszerezni, így Yeliz elraboltatja őt egy Nevzat nevű bérgyilkossal. Mindenesetre Ceylin eléri Yeliznél, hogy ha átadja neki a gyilkos fegyvert, akkor elmondja, hol tartják fogva İlgazt. A kést kicserélik és az átverés eredményre vezet, mivelhogy İlgaz hollétét megtudják. A helyszínre érkezve csupán Oktay holttestét találják meg, tekintve, hogy Nevzat már elvitte onnan İlgazt. Nevzat egy megszállott bérgyilkos, aki mindig úgy öli meg az áldozatait, ahogy azok éppenséggel meg akarnak halni. Ez a választási lehetőség İlgaz részére is fennállt, elvégre többször elhangzott az „ügyész úr! Hogyan akar meghalni?” kérdés. Figyelembe véve, hogy az ügyész nem akart meghalni, voltaképp olyan halált választott, ami mielőtt bekövetkezik, időt nyerhet a túlélésre. Nevzat egy lakatlan szigetre viszi őt, ahol megkötözve sorsára hagyja, vagyis İlgaz az éhhalált és a kiszáradást választhatta. Hosszas erőfeszítéseket követően kiszabadul és egyetlen kiutat lát: úszva elindulni a tengeren a szárazföld felé. 3,5 óra úszást követően kimerül és feladja a küzdelmet, csakhogy megtalálják és kórházba szállítják. Az eseményekkel párhuzamosan több szereplőt érintő történés is zajlik: az Osman életébe visszatérő Zümrüt, úgy próbál meg rajta bosszút állni a korábban elszenvedett sérelmekért, hogy ráveszi, ölje meg az ágyhoz kötött férjét, ezáltal a vagyonát megkapja, a szeretőjével folytathatja az életét, miközben Osman börtönbe kerül. Miután Osman véletlenül rájön Zümrüt aljasságára, Merdan segítségét kéri, aki meghiúsítja a mérgezést; Yekta megpróbálja jóvá tenni a korábbi hibáját és igyekszik közreműködni İclal apja gyilkosának felkutatásában; Çınar szabadlábra helyezésének ügyében előkerül az egyesülettől Dilen, aki tanúsítja, hogy Çınart mindvégig tévedésben tartották, mivel ő a cselekedetéről úgy gondolta, hogy segít az embereken; Efe megkéri Tuğçe kezét és hamarosan megtartják az esküvőt. A történtekre való tekintettel, miszerint İlgaz ismét majdnem meghalt, Ceylin megkéri őt, hogy költözzenek el bárhová az országban és kezdjenek újéletet. A választásuk a Sülüngür-tó partjára esik Muğla közelében, ahol már korábban közösen jártak. Ceylin később átgondolja a helyzetet, ennélfogva mégis visszatérnek a régi életükbe, amiben a családja és barátai mindvégig reménykedtek. |

|  | Itt a vége a cselekmény részletezésének! |

## Szereplők és magyar hangjuk

### Főszereplők
| Szereplő            | Színész          | Évad | Magyar hang     |
| ------------------- | ---------------- | ---- | --------------- |
| İlgaz Kaya          | Kaan Urgancıoğlu | 1–3  | Makranczi Zalán |
| Ceylin Erguvan Kaya | Pınar Deniz      | 1–3  | Kelemen Kata    |

### Gyakori szereplők
| Szereplő             | Színész               | Évad | Magyar Hang            |
| -------------------- | --------------------- | ---- | ---------------------- |
| Zafer Erguvan        | Ali Seçkiner Alıcı    | 1    | Végh Péter             |
| Engin Tilmen         | Onur Durmaz           | 1, 3 | Timon Barna            |
| Pars Seçkin          | Mehmet Yılmaz Ak      | 1–2  | Bozsó Péter            |
| Derya İhdal          | Şükran Ovalı          | 1–2  | Németh Borbála         |
| Metin Kaya           | Hüseyin Avnı Danyal   | 1–3  | Papp János Papp Dániel |
| Gül Erguvan          | Zeyno Eracar          | 1–3  | Kovács Nóra            |
| Eren Duman           | Uğur Aslan            | 1–3  | Dévai Balázs           |
| Çınar Kaya           | Arda Anarat           | 1–3  | Baráth István          |
| Aylin Erguvan Yılmaz | Pınar Çağlar Gençtürk | 1–3  | Ruttkay Laura          |
| Osman Yılmaz         | Onur Özaydın          | 1–3  | Moser Károly           |
| Yekta Tilmen         | Uğur Polat            | 1–3  | Háda János             |
| Merdan Kaya          | Cezmi Baskın          | 1–3  | Dézsy Szabó Gábor      |
| Laçin Gökmen Tilmen  | Nilgün Türksever      | 1–3  | Majsai-Nyilas Tünde    |
| Turgut Ali Duymaz    | Yurdaer Okur          | 2    | Fesztbaum Béla         |
| Ömer (Yakup) Atamer  | Doğaç Yıldız          | 2    | Csiby Gergely          |
| Haluk Yıldırım       | Kenan Bal             | 2    | Barbinek Péter         |
| Nadide Baksı         | Ayşen Sezerel         | 3    | Udvarias Anna          |
| Efe Ekneraz          | Ulvi Kahyaoğlu        | 3    | Kékesi Gábor           |
| Fırat Gülmez         | Alican Yücesoy        | 3    | Szatory Dávid          |
| İclal Zerden         | Defne Kayalar         | 3    | Pap Katalin            |

### Mellékszereplők
| Szereplő                     | Színész                | Évad | Magyar hang        |
| ---------------------------- | ---------------------- | ---- | ------------------ |
| İnci Erguvan                 | Ece Yüksel             | 1, 3 | Hermann Lilla      |
| Neva Seçkin                  | Başak Gümülcinelioğlu  | 1    | Dobó Enikő         |
| Makbule Kaya                 | Özlem Çakar Yalçınkaya | 1    | Bodor Böbe         |
| Şahver Yengi                 | Ayşenil Şamlıoğlu      | 1    | Halász Aranka      |
| Cüneyt Ozgan                 | Hakan Dinçkol          | 1    | Zöld Csaba         |
| Özlem Kartal                 | Pınar Töre             | 1    | Bognár Anna        |
| Seda Gökmen                  | Nergis Öztürk          | 1    | Kiss Eszter        |
| Merve Demetoğlu              | Zeynep Parla           | 1–2  | Laudon Andrea      |
| Serdar Denzi                 | Eray Ertüren           | 1–2  | Renácz Zoltán      |
| Ridvan Mete                  | Yiğit Kalkavan         | 1–2  | Sörös Miklós       |
| Özge Işıklı                  | Dilara Çakır           | 1–3  | Nyírő Eszter       |
| Parla Yılmaz                 | Zeynep Atılgan         | 1–3  | Csifó Dorina       |
| Defne Kaya                   | Beren Nur Karadiş      | 1–3  | Hegedűs Johanna    |
| Tuğçe Duman Ekneraz          | Merve Ateş             | 1–3  | Pekár Adrienn      |
| Umut                         | Onur Tekin             | 1–3  | Hám Bertalan       |
| Göksü Altuğ                  | Duygu Serin            | 1–3  | Haffner Anikó      |
| Anıl                         | Tolga Canbeyli         | 2–3  | Elek Ferenc        |
| Rafet Günbay                 | Müttalip Müjdeci       | 2–3  | Vida Péter         |
| Burak Yıldırım               | Samet Kaan Kuyucu      | 2    | Ágoston Péter      |
| Çetın Sarolo Nizam Teven     | Merih Ermakastar       | 2    | Szatmári Attila    |
| Tolga Çırmak                 | Emir Özden             | 2    | Czető Ádám         |
| Ayten Suat Ezin              | Elif Melda Yılmaz      | 2    | Tarr Judit         |
| Eyüp (Gökhan) Denzi          | Alper Çankaya          | 2    | Előd Álmos         |
| Özcan Sandık                 | Serdar Orçin           | 2    | Dolmány Attila     |
| Ela Özbay                    | Çağla Demir            | 3    | Bittner Anett      |
| Can Aynar                    | Ferit Kaya             | 3    | Karácsonyi Zoltán  |
| Elif Yılmaz                  | Gece Işık Demirel      | 3    | Schmidt Karolina   |
| Yiğit                        | Alican Altun           | 3    | Sipka Gábor        |
| Nil Barkın                   | Müge Bayramoğlu        | 3    | Laurinyecz Réka    |
| Dilek Oknaz                  | Seda Türkmen           | 3    | Mikecz Estilla     |
| Filiz Bağcı                  | Özlem Türay            | 3    | Kisfalvi Krisztina |
| Kadir Adarlı                 | Arif Pişkin            | 3    | Schneider Zoltán   |
| Asiye Korkmaz                | Ayşegül Cengiz         | 3    | Farkasinszky Edit  |
| Kubilay Amir                 | Sermet Yeşil           | 3    | Kőszegi Ákos       |
| Dr. Kartal Tınkan            | Sefa Şenel             | 3    | Kárpáti Levente    |
| Bülent Kısmetov Celay Yardan | Ümit Çırak             | 3    | Bognár Tamás       |
| Yeliz                        | Olcay Yusufoğlu        | 3    | Solecki Janka      |
| Nevzat                       | Ruhi Sarı              | 3    | Bácskai János      |

## Magyar változat
- Magyar szöveg: Adriana Marián és Mihályi Dávid
- Hangmérnök: Dudás Marcell és Németh Martin Olivér
- Vágó: Buja Sándor
- Gyártásvezető: Gyarmati Zsolt
- Szinkronrendező: Dögei Éva
- Produkciós vezető: Gyarmati Zsolt

A szinkront a TV2 Média Csoport megbízásából a Masterfilm Digital készítette.
2023. április 21. napján a szinkronrendező, a Super TV2 hivatalos közösségi oldalán egy nyilvános hozzászólása során, az alábbi véleményt fogalmazta meg a magyar változattal kapcsolatban: 

„Sokan hozzáteszünk ahhoz, hogy minél jobb eredmény szülessen és keményen dolgozunk nap, mint nap. Bár kritika így is éri az embert - néha jogosan - hisz emberek vagyunk, a legnagyobb odafigyelés mellett is hibázhatunk, de a kritikából lehet tanulni, így én annak is örülök és megköszönöm!”

– Dögei Éva

### Hibák
- A magyar szinkronban mindig ugyanazon a ponton kiejtésbeli hibák fedezhetők fel: Çınar nevét szabálytalanul Dzs betűvel ejtik ki, holott Cs betűvel kellene a török nyelvtani szabályok szerint. Ellenben Ceylin nevének kiejtése szabályosan történik. Hasonló a helyzet Tuğçe nevével is, ahol a ğ betűt nem lenne szabad kiejteni: szabálytalanul "Tugcse" hangzik el a szabályos "Tucse" helyett.
- A felvezetőben szereplő színészekhez bemondott magyar hangok sokára követik le az aktuális állapotot; olyan színészek magyar hangját is bemondják, akik már kiléptek a sorozatból, vagy éppenséggel a felvezetőben jelölve vannak, mégsem említik őket.

- A (török számozás szerinti) 8. részben, amikor İlgaz gyalogosan, lőfegyverrel a kezében üldözi Engint az éjszakában, akkor eredetileg többször felszólítja az üldözöttet a megállásra; ez a magyar változatból kimaradt. Noha Engin csapdába esik, ezért İlgaz elkapja, mégis ez az apróság súlyosan elferdítette a jelenetet, ugyanis miért állt volna meg, ha hivatalból nem szólítják fel a megállásra...

- A (török számozás szerinti) 22. rész elején, miután Ceylin felébred a rémálmából, a készítők felhívják a néző figyelmét, hogy a robbantás óta eltelt 2 hét az időben; a magyar változatban erről a néző csupán úgy értesül, hogy Ceylin említést tesz az elmúlt 15 napról.

- A (török számozás szerinti) 30. rész végét olyan csúnyán vágták meg a magyar változatban, hogy a vágási hiba végett az eredetiből 5 perc felvétel eltűnt, amely összefüggéstelen állapotot okozott. Itt ismét 6 hónapot előrehaladunk az időben, miközben Ceylint őrizetbe veszik és Eren dühösen kérdőre vonja a tetteiért. A 31. rész első perceivel került összevágásra, ahol az említett jelenet nem szerepelt, ugyanis az előző lezárásához volt szükséges.

- A (török számozás szerinti) 33. rész végéből – hasonlóan az előző pontban foglaltakhoz – a magyar változatban szintén eltűnt 5 perc felvétel. Itt ismét 6 hónapot előrehaladunk az időben, összefoglalják eddig mi történt Ceylinnel a jövőben, valamint Eren a kihallgatás megkezdése előtt, papírt és tollat ad neki, mivel vallomást akar tenni. A 34. rész első perceivel került összevágásra, ahol az említett jelenet nem szerepelt, ugyanis az előző lezárásához volt szükséges.

- A (török számozás szerinti) 65. rész végén megjelenik egy felirat török nyelven, ami arra utal, hogy 2,5 évet lépünk előre az időben; a magyar változatban hibás fordítással találkozni, ezért a néző nyelvismeret hiányában azt gondolhatja, hogy időben ugyanazon a síkon tart a történet elbeszélése. Mindez értelmetlenné teszi a készítők által a néző felé közölni kívánt tényt, miszerint a jelenben a két főszereplő lánya életben van.

- A (török számozás szerinti) 66. részben, amikor Mercant keresik az erdőben, akkor Laçin magyar szinkronja lemaradt, ebből kifolyólag a színész által elmondott szöveg hiányzik.

- A (török számozás szerinti) 73. részben egy tornatermi jelentnél, amikor Ceylin találkozik Tülin örökbefogadott lányával, akkor a nevelő édesapa szinkronjának egy részlete szintén lemaradt.

- A (török számozás szerinti) 78. rész végét eredetileg úgy zárják le, hogy İlgaz lelőhette Kadirt, majd a 79. rész elején ezt meg is mutatják, végül a férfi felébred a rémálomból. A magyar változatban İlgaz álomképe, amiben megöli Kadirt, kivágásra került és közvetlenül a fegyver elsütését követően ébred fel az álomból. Mindez több szempontból félrevezővé vált: egyrészt úgy értelmezhető, hogy İlgaz csak álmodta Kadir elfogását, másrészt kérdéseket vet fel, hogy azért volt rémálma, mert nem ölte meg őt? Ezzel azonban a karakter által képviselt hitelesség is kétségbe vonható lenne.

- A (török számozás szerinti) 80. rész végén eredetileg megmutatják azt a jelenetet, amikor Atilla megölte az apját, csakhogy ez a történés egyáltalán nem látható a magyar változatban, ugyanis a 81. rész kezdő jelenetei kerültek bemutatásra, ahol az említett eseményt már nem mutatták. A magyar néző evégett semmilyen információt nem kapott.

## Forgatás
- A sorozat forgatása és ezáltal a sugárzása 2023 februárjában, a Törökországot és Szíriát sújtó földrengések miatt két hétig szünetelt.

- A török számozás szerinti 47. és 48. részek azon jeleneteit, ahová a főszereplők kikapcsolódni érkeznek Kappadókiában, Nevşehir tartományban forgatták Kayseri közelében.

- A török számozás szerinti 63. részben látható üdülőhely jelenteit az Égei-tenger partján található Alaçatıban forgatták Çeşme város közelében.

- A török számozás szerinti 94. részben látható üdülőhely jelenteit az Égei-tenger partján található Sülüngür-tó partján forgatták Muğla város közelében.

## Érdekességek
- A sorozatot történetéből kifolyólag nem jellemzi a változatos képvilág. Többnyire a rendőrség, ügyészség, bíróság, ezeknek az intézményeknek a közvetlen környezete, valamint a főszereplők otthona a főbb helyszínek. Amikor ezektől eltérhetnek, igyekeznek látványos helyeket is megmutatni Isztambulból: például egy tetőtéri terasz, amely a Boszporuszra néz, netán egy találkozó a Márvány-tenger partján.

- Az egyes jeleneteket az aláfestő zenék gyakran túlzó módon keltik életre, de ettől válik igazán élvezhetővé, ugyanakkor átélhetővé azoknak mondanivalója.

- Egy török epizód játékideje hozzávetőlegesen 130-140 perc, miközben a magyar változat csupán 40-45 perces, így az epizód nem az eredeti töröknek megfelelően, elgondolkodtatóan ér véget, hanem észszerűtlenül, ahol éppenséggel az időtartam ezt megköveteli.

- Az előző bekezdésben foglaltaktól függetlenül, a (török számozás szerinti) 6. 9. 12. 15. 32. 34. 43. 49. 52. 58. 63. és 68, 84, 89, 92, és 95. részek lezáró jelenetei, a magyar változatban is láthatók voltak.

- A török epizódok végén gyakran előfordul, hogy az adott jelenet lezáró zenéjét a kivezetőben tovább viszik és nem a főcímzene indul el, ezzel is fokozva az elgondolkodtatást, illetve a hatást.

- Eredetileg minden egyes török epizódhoz külön idézetet rendeltek, azonban a magyar változatban sokáig a 3. fejezet idézete „minden családnak vannak titkai” került megjelenítésre az epizódok előtt.

- Az egyenes jelenetekhez rendelt, dalszöveggel ellátott zeneszámok a magyar változatban nem kerültek feliratozásra, így a néző nyelvismeret hiányában, csupán a hangszerelésből tud következtetni annak mondanivalójára.

- A Törökországban bemutatott egyes epizódokban tisztelve az iszlám vallást, a vér láthatóságát és az alkoholos ital fogyasztását elhomályosítással, továbbá az obszcén szavakat némítással korlátozzák a nézőközönség előtt.

- Szintén vallási okokból kifolyólag soha nem kerül bemutatásra, nem tárgyalják, sőt még szóba sem hozzák az azonos neműek kapcsolatát, esetleg házasságát, ugyanakkor bármit, ami az LMBT-hez kapcsolható, mivel a török társadalom ezt elítéli.

- A török változatban a közterületen forgatott egyszerűbb jeleneteknél – melyek nem igényeltek előzetes előkészülést – a gépkocsik forgalmi rendszámát a személyiségi jogok védelme érdekében kitakarják. Továbbá minden olyan gépkocsi márkajelzését (kormánykeréken, hűtőrácson, csomagtartón), amelyet a forgatás során használtak, mivel a márka használatához szükséges jogokat nem szerezték meg.

- Kaan Urgancıoğlu és Çağla Demir a Végtelen szerelem című sorozatban már szerepeltek együtt. Előbbi színész mindkét esetben főszerepben, amíg az utóbbi színésznő csupán mellékszerepben volt látható.

- Habár Laurinyecz Réka szinkron szerepet kapott a harmadik évadban, mégsem a korábban általa megformált Çağla Demirt kapta feladatul.

- A harmadik évad első negyedében a Papp János által megformált szereplőt, Metint (Hüseyin Avnı Danyal) hirtelen a fia Papp Dániel vette át. Tekintve a 30 év korkülönbségre, a szinkront igyekeztek olyan hanglejtéssel elkészíteni, amely a Papp Jánoséhoz leginkább hasonlít.

- Szintén a harmadik évadban a sorozat szinkronrendezője, Dögei Éva is szinkron szerepet vállalt, amikor egy-egy alkalmi szereplőnek adta a hangját.

- A harmadik évadban Pap Katalin két külön színésznek is kölcsönözte a hangját: előbb egy alkalmi, később már állandó szereplőnek.

- A(z) (török számozás szerinti) 1. részben, amikor Ceylin megérkezik a szülői házba, egy születésnapi torta fogadja, amin az látható, hogy 29 éves lett és ezt 30-ra javítja. A színésznő valójában 1993. november 4.-én született, vagyis 2021-ben nem lehetett ennyi idős.[6]

- A (török számozás szerinti) 36. résztől számítva, a magyar változatban a fejezetek elején lévő idézeteket csak részben jelenítik meg. Nem látható mellesleg, hogy az eredeti változatban mielőtt elindulna a fejezet, a korábbi részek tartalmából egy rövid összefoglalót mutatnak be annak érdekében, hogy a bonyolult események követhetők maradjanak.

- A (török számozás szerinti) 56. és 57. részben az İlgaz főellenségének számító Igor, eredetileg akcentus nélkül beszéli a török nyelvet, azonban a magyar változat a színész sorozatbeli szláv (vélhetőleg bolgár) származására tekintettel, a magyar szinkront orosz akcentussal készítette el, amivel a szinkron minőségét kívánták megtartani.

- A (török számozás szerinti) 63. rész utolsó jeleneteiben, amikor Ceylin zaklatottan keresi İlgaz pulóverét, akkor megkérdez két idegent az utcán; ők valójában a sorozat rendezője, Ali Bilgin és írója, Sema Ergenekon voltak.

- A (török számozás szerinti) 69. részben, melyet 2023. október 29-én mutattak be Törökországban, a fejezet nyitó jeleneteiben Mustafa Kemal Atatürk beszédét jelenítik meg, amikor az országot köztársaságnak nyílvánítja. A 100 éves államforma fennállásának megünneplése végett, a sorozat szereplői közül (felsorolási sorrendben) rövid beszédet mondanak: İlgaz, Ceylin, Metin, Gül, Merdan, Eren, Tuğçe, Aylin, Laçin, Parla, Efe, Nadide, Defne, Elif, és Mercan. Ez a magyar változatban nem jelenik meg.

- A (török számozás szerinti) 72. részben, amikor Can (Ferit Kaya) nyomtalanul eltűnik, miután egy jelentősebb összeget veszített Kadir (Arif Pişkin) kaszinójában, akkor Osman (Onur Özaydın) azt hazudja, hogy elkapta a Covid19 betegséget, így az egész világot érintő járvány névlegesen bekerült a sorozatba.

- A (török számozás szerinti) 77. részben, amikor Nadide (Ayşen Sezerel) férjét szabadon engedik a börtönből, akkor a börtön kapuján látható egy állj! elsőbbségadás kötelező közúti jelzőtábla, ami ebben az esetben kötelező megállásra hivja fel a figyelmet. A török jelzésrendszerben a táblán szereplő "STOP" felirat helyett a "DUR" szerepel, aminek jelentése az előbbivel egyenértékű. A jelenetben látható táblán mégis az általánosan közérthető "STOP" szövegezés szerepelt.[7]

- A (török számozás szerinti) 88. részben Eren (Uğur Aslan), Tuğçe (Merve Ateş) egyik támadóját ugyanarra a helyre viszi, ahol korábban Burak (Samet Kaan Kuyucu) kútgyilkosságokként elterjedt bűneit követte el.

- A 2024. május 26-án bemutatásra került utolsó rész premierje előtt, Pinar Deniz elénekelte Nilüfer előadótól, a Son Arzum (Az utolsó kívánságom) című dalt, amelyet többször lehetett hallani a sorozatban.[8]

### Emberi jogok és a nők jogai
Törökországot és a török társadalmat gyakran bírálják az emberi jogok megsértése miatt, ami komoly vitatéma például Törökország Európai Uniós csatlakozásának ügyében is. Bár a sorozatnak nem központi témája ennek bemutatása, sőt ellenkezőleg, a demokratikus keretek között meghozott, igazságos és hatályos jogszabályoknak megfelelő ítéletek kihirdetésére törekednek, mégis sok esetben megfigyelhetők az emberi jogokat feldolgozó jelenetek. 
A beosztottakkal kortól, nemtől függetlenül, gyakran minősíthetlenül, vagy az időszakos hangulatuktól függően beszélnek a felettesek. Mindig tegezik őket, ritkán kérnek, inkább parancsba adnak utasításokat, miközben ők visszafelé tiszteletet és udvariasságot várnak el; érezhetően használati tárgyként tekintenek rájuk. A beosztottak mindent eltűrnek és közvetlenül sosem teszik szóvá a sértettségüket. Ezeknek vannak mérsékeltebb változatai is, amikor bizalmasan beszélgetnek el egymással, de ez végső soron nem változtat semmin. Ilyen kommunikáció figyelhető meg: Pars és Eren, Pars és Ridvan, Pars és Rafet, Metin és Eren, vagy éppen Eren/Rafet és a rendőrjárőrök között. 
A nőkkel szemben sokszor érezhető előítélet (lásd: Ceylin jellemzése), akik hivatalosan végezhetik a klasszikus férfiakhoz kapcsolható munkákat, viszont a hosszú évekre visszamenő hagyományok és a kultúra nehezen igazodik a változásokhoz. İlgaz és Ceylin kapcsolata megtestesíti a házastársakra vonatkozó egyenrangúságot, vagyis Ceylinnek, mint nőnek szabad döntései lehetnek a kapcsolatot illetőleg (lásd: kapcsolatuk). Mindazonáltal amikor Ceylin nővére, Aylin úgy határoz, hogy el fog válni a férjétől, Osmantól, akkor az innovatív gondolkodású Ceylin támogatja őt ebben, azonban a tradíciókhoz szokott édesanyja emiatt veszekedést kezdeményez. Azzal, hogy Aylin szabad akaratából elválhat a férjétől, azt bizonyítja, hogy ezt megteheti, mivel korábban erről kizárólag a férfi dönthetett. 
Derya ügyésznő esetében kicsit más a helyzet, ugyanis egy fiatal lány kíméletlen meggyilkolásának ügyében a vádlott családja zsarolni próbálja annak érdekében, hogy a vádiratot ne a számukra kedvezőtlen formában készítse el, akkor Pars jóindulatból kezdeményezi, hogy vegyék el tőle az ügyet. Ezt Derya úgy értelmezi, hogy alkalmatlannak és gyávának tartják, valamint a szabad döntés meghozatalában korlátozzák, mindössze azért, mert nő. 
A főszereplők idősebb családtagjai között megfigyelhető, hogy a nők háztartásbeliek, a férfinak van egyedül jövedelme és ebből kifolyólag tekintélye. Amikor Zafer elhatározza, hogy Çınart meg fogja ölni, akkor gondolkodás nélkül a vejét, Osmant jelöli ki a ház urának. Ugyanakkor hasonló a helyzet Yekta és Laçin kapcsolatában is, ahol a nő, a férje totális, erőszakos ellenőrzése alatt van, aki szintén háztartásbeli, csupán az anyagi helyzetük megengedi a személyzet fenntartását. Az idősebb nők helyzetét tehát nem befolyásolja, hogy a családjuk gazdag, vagy szegény, mivel a régi rend szerint élnek. Tartanak attól, hogy egy rossz döntésük eredményeként a férjük akár testi fenyítésben is részesítheti őket. Itt vegyük alapul, amikor Ceylin apja azt hitte, hogy elárulta a családot és kitagadta a szülői házból, vagy amikor az anyja felhívja a figyelmét, hogy engedély nélkül házasodott meg, ezért az apja meg is verheti (Zafer ekkor már halott volt). 
Időnként láthatók tárgyalások, ahol Ceylin olyan felperes női ügyfelet és/vagy ügyfeleket képvisel, akik az emberi jogok megsértése miatt nyújtottak be keresetlevelet a bíróság felé, mivel a munkáltatójuk rendszeresen sértegette, vagy fenyegette őket. Ezeknek a tárgyalásoknak nincs előzménye, nincs beépítve külön a történetbe. A lényegük, hogy az emberi jogokkal és a nők jogaival is foglalkoznak.
Sokkal nagyobb figyelmet kap azonban egy testileg és lelkileg egyaránt megtört nő, aki a nők elleni erőszak határtalanságát testesíti meg. Egy kíméletlen bűnszövetkezet a leginkább árvaházban nevelkedett, kiszolgáltatott fiatal nőket, miután nagykorúak lettek, a jogaiktól teljesen megfosztva, megalázva, rabszolgaként kezdi el tartani; befolyásos, hivatalos személyekkel kényszerítik őket prostitúcióra, hogy az aktusról rejtett kamerával készített felvételeket zsarolásra felhasználják ezen emberek ellen. Ezek a lányok, ahogy haladnak a korral előre, a termékeny petesejtjeiket kiveszik és eladják olyan pároknak, akiknek nem lehet gyerekük, vagyis ahol a női fél meddő. Amennyiben az életkoruk ezt lehetővé teszi, akkor béranyaként használják fel őket, végül az általuk kihordott gyermeket elveszik tőlük és emberkereskedők eladják. Az áldozatul esett lányt például férjhez is adták azért, hogy később a férjet a vagyonából kiforgassák. Egy másik megmentett lány visszakerül a családjához, ahol azonban nem megnyugvásra talál, hanem arra, hogy az apja egy barátjának pénzért cserébe eladja a testét, végül ő maga kényszeríti az aktusra. Mindez felhívás arra, hogy hatékonyabban kell fellépni az olyan bűnszövetkezetek és tanulatlan, barbár családok ellen, akik figyelmen kívül hagyják az emberek, zömében a nők szabadságához, szabad döntéseihez való jogát.  

### Bosszúvágy és önbíráskodás
Sok esetben tapasztalható, hogy amikor a szereplők közül valakinek a hozzátartozóját – szándékosan, hirtelen felindulásból, előre eltervezve, vagy akár jogszerűen – megölik, akkor szóba kerül a bosszú, vagyis a szemet-szemért hozzáállás. Mindig az az elképzelés, hogy aki elkövette, ugyanolyan gyötrelmeket és fájdalmat éljen át, mint amit az adott személynek kell megtapasztalnia a veszteség végett. Ezek a gondolatok azonban a pillanat hevében fogalmazódnak meg és később annyiban mérséklődik, hogy az elkövető életét tegyék tönkre, tehát életben hagyják. Természetesen a szereplőkre kiosztott feladatkörtől is függ, mit kell bevégezni, bemutatni, ez okból kifolyólag például a lánya halála után az elkeseredett Zafer célja valóban az volt, hogy Çınart megölje, hiszen meggyőződése volt, hogy İnci és a családja ettől meg fogja találni a békét. Más a helyzet, amikor Çınar, Zafer gyilkosát, Serdart elkapja és Gül elé veti annak érdekében, hogy önbíráskodással az asszony hirdessen ítéletet felette; ekkor Gül nem feltétlenül akarta Serdar halálát, mégis később bekövetkezett. A jelentős vagyonnal rendelkező Haluk miután elveszítette a sorozatgyilkos és pszichopata unokáját, Burakot, eszébe sem jut, hogy a fegyverhasználat jogos volt, csupán azt akarja, hogy aki megölte, fizessen meg érte (itt fontos megjegyezni, hogy a hiszékenyégét Yekta kihasználva folyamatosan hergeli őt). A temperamentumos Ceylin nehezen, mégis meg tudja állni a tettlegességet, ami például Enginnél határra eset, viszont Serdar esetében benne is meg van a bosszúvágy, de nem a megölését tervezve, hanem az igazságszolgáltatás elé küldve. A veszteségeket egyáltalán nem elfogadó Yekta, pedig folyamatosan fondorlatokkal kíván bosszút állni az ellene elkövetett jogos lépések miatt. 
Összefoglalva az ilyen történésekre hiába a létező igazságszolgáltatás, a hétköznapi emberek sajátos, vagy éppen hagyományokon alapuló önbíráskodó, bosszúálló, önállóan és/vagy szerveződve megoldást kereső magatartása nem azonnal irányul a jogrendszer felé. Akit nagyobb érzelmi veszteség ért, előfordul, hogy az önérzetén, vagy a hitén az egyedi módszerek segítenek, netán már csalódott az igazságszolgáltatásban. Kivételt képeznek a bírók, ügyészek és rendőrök, hiszen hasonló gondolkodással rögtön elveszítenék a hitelességüket. 

#### Eren bosszúhadjárata
Eren főhadnagy beosztásban dolgozik az isztambuli rendőrség bűnügyi osztályán. Egy nap egy bűnügyi nyomozás során véletlenül megtalálják a még életben lévő, ámbár életveszélyben lévő lányának – aki szintén rendőrként dolgozik – kegyetlenül összevert testét a tengerben. Tuğçe miközben egy nyomot követett, belefutott négy elvetemült férfi borzalmas játékába: ahogy egy prostituált nemleges válaszát akarták felülbírálni, Tuğçe a lányt megmentve, mit sem sejtve a következményekről áldozatul esik. Nem tudják később bizonyítani, viszont gyanítják, hogy megerőszakolták. Ehhez kapcsolódik, hogy brutálisan elbántak vele, mindössze azért, mert nő és rendőr. Eren jelenléte ebben a témában különleges, mivel tökéletesen megformálja a fent leírtakat, csupán azért nem folyamodik emberöléshez, mert a rendőri mivolta válna hiteltelenné (az író ezért nem csinált belőle gyilkost). Ehelyett alaposan kitervelve sikeresen elérte, hogy a négy elkövető férfi egymást megölve végezzenek egymással anélkül, hogy Eren a történtekkel kapcsolatba hozható lenne. Bár az ügyészeknek meggyőződése, hogy ő a felbujtó, mégsem tudják elítélni, egyrészt nincs ellene felhasználható bizonyíték, másrészt nincs olyan ember (beleértve a nézőt is), aki a tettei végett ítélkezne felette, vagy hátrányos helyzetbe hozná. Éppen emiatt Eren megmarad rendőrként függetlenül attól, hogy vitatható volt a magatartása, valamint nem a jogrendszerre bízta a támadókat.

### Meztelenség
A meztelenség ábrázolását lehetőleg kerülik, mivel a szentírás tiltja azt. A sorozat készítőinél érezhető a harc, miszerint igyekszenek a külföldi „nyugati” piacra is eladhatóvá tenni a munkájukat, miközben figyelembe veszik az iszlám hagyományokat. Alapvetően nem terelik az eseményeket olyan helyszínekre, ahol meztelenséggel lehetne találkozni (fürdő, szauna, strand), ezáltal nem ütköznek a tilalommal, azonban uszodai felvételeket láthatóvá tettek a számunkra is ismert egyrészes fürdőruhában. Megjegyezendő, hogy itt sem hivalkodás a cél, mindössze a jelenetre szükség volt.
Vegyük alapul İlgaz és Ceylin házasságát, ahol a magánéletükbe betekintést nyer a néző, így valamilyen szinten kénytelenek az egymáshoz történő közeledésüket bemutatni. Habár csókok, ölelések, érintések, vagy a vetkőzésre utaló megmozdulások láthatók, az intimitás ezen a ponton megáll, végtére is az idegennek számító nézőnek ehhez semmi köze. A férfiakra és a nőkre egyaránt érvényes (egymás között is), hogy a köldök és a térd közötti rész fedve legyen; İlgaz esetében ez mindig betartásra került, ugyanis óvatosan, a felső testrésze került megmutatásra, amikor a zuhanyzóból otthon kilépett. Ceylin esetében sokkal lazábban, részben megsértve a szabályokat látható az ábrázolás: néhányszor előfordul, hogy a dekoltázsa látható, vagy egyszer egy hazaérkezését követően amint belép a hálószobába, melltartóra vetkőzik, aztán lefekszik az ágyba. Érdekes megfigyelés, hogy a török változatban nem került a melltartóban látható Ceylin ezen része kitakarásra.
Noha İlgaz és Ceylin nászútjáról kevés információt kapunk, hiszen az első és a második évad közötti időszakra tehető, mégis visszaemlékeznek egy tengerparton történt eseményre, ahol mindketten egy rövid jelenet erejéig fürdőruhában láthatók a víz felé közelítve. Ceylin egy egyáltalán nem hivalkodó színű, szürkéskék, egymástól külön álló fürdőruhát visel, telifenekű alsóneművel, ahol mögöttes kameraállásból látható, hogy İlgaz a felesége mögé lépve takarja őt. Egy férfi feleségét még ebben a meglehetősen visszafogott öltözetben sem láthatná egy muszlim, vagy nem muszlim, a nővel házasságképes, vagy képtelen személy, vagyis ezt csupán a film kedvéért alakították így. Tekintve, hogy egy nő hasi része és a háta sem mutatható, a kettő közül az utóbbi ügyes kitakarása egyszerűbben megoldható volt. 
Egy közös családi nyaraláson a második és harmadik évad között, ismételten láthatók egy visszaemlékezés során tengerparti jelenetek, ahol Ceylin már élénk színű fürdőruhát visel, azonban továbbra sem hivalkodó, vagy sokat mutató bikiniben ábrázolják. Mindössze azon jelenetekben engedték el a testét takaró fátylat, ahol kétségbeesetten keresi az elveszett gyerekét, így a nézők nem feltétlenül a hiányos öltözékre összpontosítanak. 

### İlgaz Kaya és Emir Kozcuoğlu összehasonlítása
Az alább látható táblázatban 12 darab egyszerű kérdés vonatkozásában összehasonlításra kerülnek a szintén Kaan Urgancıoğlu színész által, a Végtelen szerelem sorozatban megszemélyesített Emir Kozcuoğlu jellemvonásaival. A táblázatból egyértelműen kiolvasható, hogy a két karakter éles ellentéte egymásnak, akik csupán a szerepkör és a céltudatosság esetén tudnak azonosulni egymással. Habár mindkét személyiség érdekből megházasodik, mégis İlgaz esetében ez viszonzott érzelmekbe fordul át. A szerelem szempontjából fedezhető fel egymástól a legtávolabbi pont. 
- Zöld színnel megjelölt, ahol a karakterek azonosulni tudnak.
- Sárga színnel megjelölt, ahol a karakterek, csak részben tudnak azonosulni.
- Piros színnel megjelölt, ahol a karakterek egyáltalán nem tudnak azonosulni.

|                         | İlgaz Kaya        | Emir Kozcuoğlu |
| ----------------------- | ----------------- | -------------- |
| Főszereplő?             | Igen              | Igen           |
| Melyik oldalon áll?     | Jó                | Rossz          |
| Becsületes?             | Igen              | Nem            |
| Beosztása?              | Alkalmazott       | Vezető         |
| Anyagi helyzete?        | Inkább szegényebb | Gazdag         |
| Céltudatos?             | Igen              | Igen           |
| Házas?                  | Igen              | Igen           |
| Érdekből házas?         | Csak kezdetben    | Igen           |
| A szerelem beteljesül?  | Igen              | Nem            |
| Köztiszteletben áll?    | Igen              | Nem            |
| A jelleme szerethető?   | Inkább igen       | Inkább nem     |
| A szereplő elhalálozik? | Nem               | Igen           |

## Idézetek
| Az alább látható idézetek számozása a török epizódok szerint történik növekvő sorrendben. |
| --- |
| 1. rész „Egy hóhér minden bíró szemén keresztül néz.” – Friedrich Nietzsche |
| 2. rész „Mint a víz a vízben, minden amit tudtam, egyszerűen láthatatlanná válik.” – William Shakespeare |
| 3. rész „Minden családnak vannak titkai.” – A sorozat saját idézete |
| 4. rész „Egyetlen bűnt sem felejtenek el, ahogy a lelkiismeret is emlékszik.” – Stefan Zweig |
| 5. rész „Ami igazán lényeges, az a szemnek láthatatlan.” – Antoine de Saint-Exupéry - A kis herceg |
| 6. rész „Ne gondold, hogy mindenki barát, aki a hátadat simogatja. Lehet, hogy csak azt keresi, hol szúrjon meg.” – Ali kalifa                                                                                 |
| 7. rész „Dagály idején a halak megeszik a hangyákat. Apálykor a hangyák eszik meg a halakat. Mindig a víz határozza meg az adott szerepeket.” – Platón                                                         |
| 8. rész „Három dolog van, amit nem lehet sokáig rejtegetni: a Nap, a Hold és az igazság.” – Buddha |
| 9. rész „Amikor havazik az ismerős hegyeken, a legjobb orvosság az, ha békén hagyod a hegyet és a havat.” – Şems-i Tebrîzî                                                                                     |
| 10. rész „Nem a tűz égeti meg az embert, hanem a saját ostobasága; miközben mindenkiben a hibát látja, magára vakon tekint.” – Mevlana                                                                         |
| 11. rész „Ha az ember nem látja szemtől-szemben saját magát, folyton mások hibájával foglalkozik.” – Oscar Wilde                                                                                               |
| 12. rész „Két tökéletes ember van a világon: az egyik meghalt, a másik még nem született meg.” – Kínai közmondás                                                                                               |
| 13. rész „Ha bosszút akarsz állni, két sírt áss!” – Konfuciusz |
| 14. rész „Könnyű megölni egy embert, de a vér a lelkedre fröccsen; a gyilkos lelke vérzik.” – Lev Tolsztoj |
| 15. rész „Ha elesel, majd én felsegítelek; ha nem tudlak, akkor lefekszem melléd.” – Julio Cortázar |
| 16. rész „A könnyű fájdalmak beszélhetnek, de a mély fájdalmak némák.” – Seneca |
| 17. rész „A helyes út megtalálásához először el kell tévedni.” – Italo Calvino |
| 18. rész „Amikor már azt hiszed mindenre tudod a választ, megváltoznak a kérdések.” – Paulo Coelho |
| 19. rész „A legnehezebb dolog megtanulni az életben, hogy melyik hídon kell átmenni és melyiket kell felgyújtani.” – David Russell                                                                             |
| 20. rész „A fán ülő madár nem fél attól, hogy letörik alatta az ág; nem a fában bízik, hanem saját szárnyaiban.” – Henrik Ibsen                                                                                |
| 21. rész „A juhok a farkastól való félelmükben töltik az életüket, de végül a pásztor az, aki megeszi őket.” – Thomas Hobbes                                                                                   |
| 22. rész „Néha olyan, mintha egész télen türelmes lettél volna, ám lecsapott a jégeső, amikor éppen virágzásnak indultál volna.” – Édes narancsfám - José Mauro de Vasconcelos                                 |
| 23. rész „Az összes háború sebhelyeit hordozom, amik elől elmenekültem.” – Fernando Pessoa |
| 24. rész „Hány hazugság hangzott már el a Földön szavakban, írásban, képekben, vagy épp némán?” – Yusuf Atılgan                                                                                                |
| 25. rész „Még ott is, ahol legszebb a táj, a rovarok megeszik egymást a fák és a levelek alatt.” – Francis Bacon                                                                                               |
| 26. rész „Ő nyitotta fel a szememet, az elmémet, a lelkemet; az életben az apámat szerettem a legjobban.” – Can Yücel                                                                                          |
| 27. rész „Az emberek mosolya tele van csalással és a vérségi kötelékek lehetnek a legszorosabbak.” – William Shakespeare                                                                                       |
| 28. rész „Ne ragaszkodj túlságosan senkihez a világon; még az árnyékod is elhagy, ha besötétedik.” – Anonymus                                                                                                  |
| 29. rész „Hogyan akadályozhatnám meg, hogy a lelkem ne érintse a tiédet? Hogyan tudnám másfelé irányítani?” – Rainer Maria Rilke                                                                               |
| 30. rész „Attól, hogy újra egyesíted, ami összetört, még nem lesz egész.” – Ibn Rušd |
| 31. rész „Három dolog fáraszt a legjobban: megbocsájtani, hallgatni, miközben lángol a szíved és álmodozni, bár tudod, hogy ez nem fog bekövetkezni.” – Chuck Palahniuk                                        |
| 32. rész „A szívem egy elromlott óra; mindig nálad áll meg.” – Turgut Uyar |
| 33. rész „Néhány ajtó azért van zárva előttünk, mert mögötte állunk, nem pedig előtte.” – Ahmet Hamdi Tanpınar                                                                                                 |
| 34. rész „Ha egy szál elszakad, a harmónia örökre megszakad.” – Yahya Kemal Beyatlı |
| 35. rész „Igen! Egy ember akkor is hazudhat, ha csendben marad.” – Stefan Zweig |
| 36. rész „És harcolhatok mindenért és mindenkiért, akiben igazságot találok.” – Nâzım Hikmet |
| 37. rész „A gyávák csalással csapdát állítanak; a bátrak a szívükkel harcolnak.” – Ceylin Erguvan Kaya |
| 38. rész „Ha falat építettem, te téglát adtál hozzá.” – Kemalettin Tuğcu |
| 39. rész „Ez egy egyszemélyes város volt? Mert üres lett, amióta elhagytad.” – Özdemir Asaf |
| 40. rész „Gondolhatod rosszul, megértheted rosszul, vagy akár rosszul is csinálhatod, de a megérzéseid nem lehetnek rosszak.” – Edith Wharton                                                                  |
| 41. rész „Egyszer minden ember kitalál egy olyan történetet, amelyről azt hiszi, hogy a saját élete.” – Max Frisch                                                                                             |
| 42. rész „Bárhová is menekülünk valami elől, mindig valami más felé rohanunk.” – Bálint Mihály |
| 43. rész „Az élet igazán kegyetlen tanító: előbb levizsgáztat, aztán adja a leckét.” – André Gide |
| 44. rész „A legnehezebb teher a titok; elismerés azoknak, akik képesek hordozni.” – La Fontaine |
| 45. rész „A hópehely a lavinában nem tudja, hogy lavinát okozott.” – Oscar Wilde |
| 46. rész „Senkit sem akarok annyira ismerni, hogy megértsem, amikor hazudik.” – Tezer Özlü |
| 47. rész „...a kimondatlan fájdalom összetöri a szívet...” – William Shakespeare |
| 48. rész „Amikor azt hiszed elmenekültél, összetalálkozol saját magaddal.” – James Joyce |
| 49. rész „Te vagy a kés, amit magam ellen fordítottam.” – Franz Kafka |
| 50. rész „Nem tudod hány vereséget, hány könnyet, hány szívfájdalmat ér a helytállás.” – Frida Kahlo |
| 51. rész „Én nem tudok kicsit szeretni. Biztos azért sérültem meg ennyire, mert nagyon szeretek.” – Didem Madak                                                                                                |
| 52. rész „Csak hamut hagytam magam után. Ez azt jelenti én voltam a tűz.” – Friedrich Nietzsche |
| 53. rész „Minden sóhajjal a szív egy csepp vért veszít.” – William Shakespeare |
| 54. rész „Amikor jéggé változol, nem érzed többé a hideget.” – Karl Georg Büchner |
| 55. rész „A legjobbtól a legrosszabbig egyetlen lépéssel el lehet jutni.” – Ahmet Hamdi Tanpınar |
| 56. rész „Azon gondolkodom hányszor haltunk meg azért, hogy élhessünk.” – Onat Kutlar |
| 57. rész „Minden elmúlik, csak a szomorúság marad...” – Turgut Uyar |
| 58. rész „A kikötő nem választható a viharban.” – Irvine Welsh |
| 59. rész „Az ember nem azért fullad meg, mert vízbe esik, hanem azért, mert nem tud kijönni a vízből.” – Mevlana                                                                                               |
| 60. rész „Mindaz, ami a szeretet valósággá teszi a küzdelem; a szeretteidet nem hagyhatod a sorsára.” – Lev Tolsztoj                                                                                           |
| 61. rész „Bárhová is mennek az emberek, egyenesen a haláluk felé tartanak.” – Kemal Tahir |
| 62. rész „Aztán városok lesznek közöttünk és soha többé nem találkozunk; még a véletlenek sem fognak összehozni minket, aztán lehet, hogy az egyikünk meghal és a másik nem is fog tudni róla.” – Nâzım Hikmet |
| 63. rész „Ha nem éled át a fájdalmat, nem tudsz kilépni belőle.” – İlgaz Kaya |
| 64. rész „A bánat története azokról szól, akik maradnak és nem azokról, akik elmennek; ez a mese a hátrahagyottaké.” – Stefan Zweig                                                                            |
| 65. rész „Ugyanabban a városban ott vagy te, ott vagyok én, de mégsem vagyunk együtt.” – Cemal Süreya |
| 66. rész „A legmélyebb tengerekben fuldokolva megtanulsz egyetlen lélegzettel élni.” – Friedrich Nietzsche |
| 67. rész „A lábadba fúródó tövisek az általad keresett rózsa hírnökei.” – Mevlana |
| 68. rész „Miközben keresed a fényt, először még mélyebb sötétségbe zuhansz.” – Carl Gustav Jung |
| 69. rész „Nincsenek reménytelen helyzetek, csak reménytelen emberek; én soha nem vesztettem el a reményt.” – Mustafa Kemal Atatürk                                                                             |
| 70. rész „Az ember a számára értékes dolgokat a szemével nézi, és a szívében hordozza.” – Neşet Ertaş |
| 71. rész „Olyanok vagyunk, mint a szigetek a tengerben: a felszín elválaszt, de a mélység összeköt.” – William James                                                                                           |
| 72. rész „Valami történik a múltban és az árnyékként vetül a jelenre.” – Beliz Güçbilmez |
| 73. rész „Ebben a kicsi világban mindenki sérült, névtelen, mindenki rossz helyen van.” – Fernando Pessoa |
| 74. rész „A reménytelen helyzetekben az ember olykor azt hiszi, hogy egy hajszállal elszakíthat egy láncot.” – Victor Hugo                                                                                     |
| 75. rész „Néha a sors olyan helyzetekbe sodor bennünket, hogy miközben helyesen cselekszünk, hibát követünk el.” – Irvin D. Yalom                                                                              |
| 76. rész „Talán ez a Föld egy másik bolygó pokla.” – Aldous Huxley |
| 77. rész „Megpróbálhatod kijavítani, a törés attól törés marad.” – Mahatma Gandhi |
| 78. rész „Fázik a lelkem; nem tudom, hogyan takarjam be magam megfelelően.” – Fernando Pessoa |
| 79. rész „A sorsot a választás határozza meg, nem a szerencse.” – Arisztotelész |
| 80. rész „Ha most falakat építesz közénk, én olyan színűre fogom festeni, amilyet kedvelsz.” – Didem Madak |
| 81. rész „Jól ismerem azokat az embereket, akik nem tartoznak sehova; úgy viselkednek, mintha mindenhova tartoznának.” – Hakan Günday                                                                          |
| 82. rész „...személyiség; a változhatatlanságában minden kapcsolatnak megfelelően más formát ölt és minden kapcsolatból egy kicsit megváltozva távozik...” – Bilge Karasu                                      |
| 83. rész „Még azok sem ismerik egymás álmait, akik egy párnán alszanak.” – Ahmet Hamdi Tanpınar |
| 84. rész „Végül is nem hordozza magával mindenki azt az átkozott könyvet, amiben el fog botlani?” – Heinrich von Kleist                                                                                        |
| 85. rész „A saját keresztjét mindenki a hátán hordozza.” – Samuel Beckett |
| 86. rész „Amitől a legjobban félünk, mindig megtörténik velünk.” – Cesare Pavese |
| 87. rész „A gonosz felismeri a jót, de a jó nem ismeri fel a gonoszt.” – Franz Kafka |
| 88. rész „Ha a szív gondolkodni tudna, felhagyna a dobogással.” – Fernando Pessoa |
| 89. rész „Nem az ablak jelenléte, a fal hiánya világítja meg a szobát.” – Lao-ce |
| 90. rész „Senki sem annyira vak, mint aki nem akar látni.” – Ibn Szína |
| 91. rész „Vassal kovácsolták a vasat; az egyik hideg volt, a másik meleg. Emberrel törték össze az embert; az egyik éhes volt, a másik jóllakott.” – Pir Sultan Abdal                                          |
| 92. rész „A bűncselekmény olyan, mint a csiga: ezüstös nyomot hagy hátra.” – Malavi közmondás |
| 93. rész „Kedves halál... még nem éltem!” – Max Frisch |
| 94. rész „Minden egyes eseményre, amely megtörténhet a világban, arra a képzelet világában számtalan lehetőség van.” – Mevlana                                                                                 |
| 95. rész (vége) „Minden azért kezdődik el, hogy véget érjen.” – Cicero |

## Török fejezet vége
| Az alább látható fejezetek számozása a török epizódok szerint történik növekvő sorrendben. | |
| --- | --- |
| A szürke színnel kiemelt fejezetszámok jelenetei a magyar változatban is láthatók voltak, amíg a pirossal egyáltalán nem (lásd: Érdekességek). \| Fejezet sorszáma \| A lezárás indoka \| \| ---------------- \| ------------------------------------------------------------------------------------------------------------ \| \| 1. \| Kiderül, hogy a halott lány İnci Erguvan; \| \| 2. \| Kiderül, hogy İnci és Metin jól ismerték egymást; \| \| 3. \| İlgaz és Ceylin látszólag közelebb kerülnek egymáshoz; \| \| 4. \| Ceylint a családja megalázza és kitagadja a szülői házból; \| \| 5. \| Ceylin megtudja, hogy Engin ölte meg İncit; \| \| 6. \| Kiderül, hogy İlgaz és Ceylin titokban összeházasodtak; \| \| 7. \| Ceylin közli szemtől-szemben Enginnel, hogy meg fogja ölni; \| \| 8. \| Engin a bírósági tárgyaláson az apjára fogja İnci megölésének tényét; \| \| 9. \| Ceylin az érzelmei ellenére megszakítja a kapcsolatot İlgazzal; \| \| 10. \| İlgaz megtudja, hogy Ceylin a tudta nélkül sértő megjegyzéseket tett rá; \| \| 11. \| Ceylin bevallja az érzéseit İlgaznak, aki mégsem viszonozhatja azokat; \| \| 12. \| Engint megmérgezik a börtönben; \| \| 13. \| Úgy tűnik, hogy Ceylin megölte Engint; \| \| 14. \| Ceylin nem vallja magát sem bűnösnek, sem ártatlannak; \| \| 15. \| İlgaz elhatározza, hogy beadja a felmondását és nem dolgozik tovább ügyészként; \| \| 16. \| Ceylin emlékei visszatérnek; \| \| 17. \| İlgaz és Ceylin testileg is kifejezik az egymás iránti érzéseiket; \| \| 18. \| Engin halálának ügyében a gyanú İlgazra terelődik; \| \| 19. \| A vádirat szerint Ceylin akár életfogytig tartó börtönbüntetést kaphat; \| \| 20. \| İlgaz és Ceylin szeme láttára az autópályán öngyilkos lesz az áruló; \| \| 21. \| Yekta robbantással megsemmisíti az ellene felhasználható bizonyítékokat; \| \| 22. \| Ceylin videofelvételt kap Engintől; \| \| 23. \| Çınar, Serdar, Parla, Tuğçe és Merve közös titka lelepleződik; \| \| 24. \| İlgaz utalást tesz Ceylinnek arra, hogy Engin az apjára célzott az általa küldött felvételen; \| \| 25. \| Ceylin megtudja, hogy az apja holttestét találták meg az erdőben elásva; \| \| 26. \| Eren véletlenül felfigyel a Metin karján lévő vérfoltra; \| \| 27. \| İlgaz rájön, hogy Çınar a gyilkos, miközben megérti, a családja mostanáig átverte őt; \| \| 28. \| Ceylin is rájön, hogy Çınar a gyilkos Yektának köszönhetően; \| \| 29. \| 6 hónapot előrehaladva az időben, Ceylin véres ruhában, egy véres tőrt próbál elrejteni; \| \| 30. \| Ismét 6 hónapot előrehaladva az időben, Ceylint emberölés gyanúja miatt őrizetbe veszik; \| \| 31. \| Ismét 6 hónapot előrehaladva az időben, Ceylint rabosítják; \| \| 32. \| Ismét 6 hónapot előrehaladva az időben, Ceylinen nyomokat keresnek; \| \| 33. \| Ismét 6 hónapot előrehaladva az időben, Ceylin vallomást akar tenni; \| \| 34. \| Ismét 6 hónapot előrehaladva az időben, kiderül, hogy Ceylin megölte İlgazt; \| \| 35. \| İlgazt megzsarolják egy Ceylinre utaló üzenettel; \| \| 36. \| A zsarolási ügy félresikerül és Ceylin eltűnik a szállodában; \| \| 37. \| Kiderül, hogy a halottaknak nincs közük egymáshoz, hanem a gyilkos csinált belőlük egy családot; \| \| 38. \| Ceylin rájön, hogy a gyilkos ugyanott tartja fogva őt is, ahol korábban Nevát; \| \| 39. \| Bekerül a rendőrségi tudósító is a túszok közé; \| \| 40. \| A kihallgatás felvételeit nézve, İlgaz rájön, hogy Burak nem vérfóbiás; \| \| 41. \| İlgaz lelövi Burakot; \| \| 42. \| A legfőbb ügyész felmenti a szolgálat alól İlgazt, Parst és Erent; \| \| 43. \| Serdart holtan találják; \| \| 44. \| Rámutatnak arra, hogy Gül mérte a halálos ütést Serdarra; \| \| 45. \| İlgaz megtalálja a tetthelyen lévő töltényt; \| \| 46. \| Kiderül, hogy Parla ölte meg Serdart; \| \| 47. \| İlgaz üzenetet kap, miszerint Parla a gyilkos; \| \| 48. \| İlgaz a repülőtéren elkapja Ceylint és a családját, miközben Parlát szöktetik; \| \| 49. \| Ceylin beadja a válókeresetet; \| \| 50. \| Ceylint megzsarolják egy İlgazra utaló üzenettel; \| \| 51. \| Az İlgaz elleni merényletet Pars és Metin szenvedik el; \| \| 52. \| Defnét elrabolják; \| \| 53. \| Az emberrablók Defnével üzenetet küldenek İlgaznak; \| \| 54. \| Az emberrablók közlik, hogy Defnének 40 perce maradt hátra; \| \| 55. \| İlgaz a bírónő előtt kijelenti, hogy nem kíván elválni a feleségétől; \| \| 56. \| Találnak egy levágott kézfejet rajta "az összes szeretted egyenként" felirattal; \| \| 57. \| Közlik İlgazzal, hogy minden egyes családtagjára halál vár; \| \| 58. \| İlgazt őrizetbe veszik megvesztegetés megalapozott gyanúja miatt; \| \| 59. \| İlgazt előzetes letartóztatásba helyezik; \| \| 60. \| İlgazt felmentik a vádak alól; \| \| 61. \| A legfőbb ügyész elrabolja İlgazt; \| \| 62. \| Ceylin és Eren összefognak azért, hogy megtalálják İlgaz gyilkosát; \| \| 63. \| Az életben lévő İlgaz úgy rendezi, hogy összetalálkozzon Ceylinnel; \| \| 64. \| Rámutatnak arra, hogy Elif nem İlgaz és Ceylin lánya; \| \| 65. \| A néző számára kiderül, hogy Mercan életben van; \| \| 66. \| İlgaz és Ceylin kapnak egy ruhadarabot, ami Mercan korabeliekre utal; \| \| 67. \| İlgaz és Ceylin rátalálnak arra a lehetséges otthonra, ahol Mercant rejthették el; \| \| 68. \| Filiz autóbalesetet szenved Mercannal; \| \| 69. \| Mercan nem ismeri fel az szüleit; \| \| 70. \| İlgaz egy lövést hallva azt hiszi, hogy Ceylin megölte Filizt; \| \| 71. \| İlgaz és Ceylin a lányukkal alszanak el; \| \| 72. \| Tülin rosszul lesz Ceylin szeme láttára; \| \| 73. \| Yektát túszul ejti a mentősofőr; \| \| 74. \| Yektát lelövi a túszejtő; \| \| 75. \| Osman azt az utasítást kapja Kadirtól, hogy embert kell ölnie; \| \| 76. \| Az újságíró autóbomba áldozata lesz; \| \| 77. \| Jelentés érkezik, hogy a rajtaütés során két rendőrt meglőttek; \| \| 78. \| Úgy tűnik, hogy İlgaz indulatból lelőtte Kadirt; \| \| 79. \| Ceylin véletlenül elszólja magát İlgaz előtt, hogy tudja, nem Cengiz a tettes; \| \| 80. \| İlgaz rámutat arra Ceylinnek, hogy nem az a tettes, akire gondol; \| \| 81. \| Ceylin rámutat arra a fájdalmára İlgaznak, hogy a bizalmatlansága rosszul esik neki; \| \| 82. \| Ceylin beismeri İlgaznak, hogy nem mondta volna el neki a Firattal való korábbi kapcsolatát; \| \| 83. \| Ceylin rájön, hogy İlgaz és İclal jól ismerik egymást; \| \| 84. \| Yekta közli Çınarral, hogy nem az ő érdekében mentik meg, hanem Ceylin miatt; \| \| 85. \| İclal közli Ceylinnel, hogy Yektát tönkre fogja tenni; \| \| 86. \| Tuğçét leütik és úgy tűnik meg fogják erőszakolni; \| \| 87. \| Tuğçe támadói megtudják, hogy életben maradt; \| \| 88. \| Úgy tűnik, hogy Eren indulatból lelőtte Tuğçe egyik támadóját; \| \| 89. \| Ceylin véletlenül elszólja magát, hogy a bosszúhadjárat mögött Eren állhat; \| \| 90. \| İlgazt elrabolják; \| \| 91. \| İlgazt megkérdezi az elrablója, hogyan akar meghalni; \| \| 92. \| Felfedik, hogy Yeliz akarja megöletni İlgazt; \| \| 93. \| İlgazt megkötözve sorsára hagyják egy lakatlan szigeten; \| \| 94. \| Visszatérünk arra az időpontra az időben, amikor İnci és Engin felköszöntötték Ceylint a 29. születésnapján; \| \| 95. (vége) \| Ceylinnél megindul a szülés. \| | |
| Fejezet sorszáma | A lezárás indoka                                                                                             |
| 1. | Kiderül, hogy a halott lány İnci Erguvan;                                                                    |
| 2. | Kiderül, hogy İnci és Metin jól ismerték egymást;                                                            |
| 3. | İlgaz és Ceylin látszólag közelebb kerülnek egymáshoz;                                                       |
| 4. | Ceylint a családja megalázza és kitagadja a szülői házból;                                                   |
| 5. | Ceylin megtudja, hogy Engin ölte meg İncit;                                                                  |
| 6. | Kiderül, hogy İlgaz és Ceylin titokban összeházasodtak;                                                      |
| 7. | Ceylin közli szemtől-szemben Enginnel, hogy meg fogja ölni;                                                  |
| 8. | Engin a bírósági tárgyaláson az apjára fogja İnci megölésének tényét;                                        |
| 9. | Ceylin az érzelmei ellenére megszakítja a kapcsolatot İlgazzal;                                              |
| 10. | İlgaz megtudja, hogy Ceylin a tudta nélkül sértő megjegyzéseket tett rá;                                     |
| 11. | Ceylin bevallja az érzéseit İlgaznak, aki mégsem viszonozhatja azokat;                                       |
| 12. | Engint megmérgezik a börtönben;                                                                              |
| 13. | Úgy tűnik, hogy Ceylin megölte Engint;                                                                       |
| 14. | Ceylin nem vallja magát sem bűnösnek, sem ártatlannak;                                                       |
| 15. | İlgaz elhatározza, hogy beadja a felmondását és nem dolgozik tovább ügyészként;                              |
| 16. | Ceylin emlékei visszatérnek;                                                                                 |
| 17. | İlgaz és Ceylin testileg is kifejezik az egymás iránti érzéseiket;                                           |
| 18. | Engin halálának ügyében a gyanú İlgazra terelődik;                                                           |
| 19. | A vádirat szerint Ceylin akár életfogytig tartó börtönbüntetést kaphat;                                      |
| 20. | İlgaz és Ceylin szeme láttára az autópályán öngyilkos lesz az áruló;                                         |
| 21. | Yekta robbantással megsemmisíti az ellene felhasználható bizonyítékokat;                                     |
| 22. | Ceylin videofelvételt kap Engintől;                                                                          |
| 23. | Çınar, Serdar, Parla, Tuğçe és Merve közös titka lelepleződik;                                               |
| 24. | İlgaz utalást tesz Ceylinnek arra, hogy Engin az apjára célzott az általa küldött felvételen;                |
| 25. | Ceylin megtudja, hogy az apja holttestét találták meg az erdőben elásva;                                     |
| 26. | Eren véletlenül felfigyel a Metin karján lévő vérfoltra;                                                     |
| 27. | İlgaz rájön, hogy Çınar a gyilkos, miközben megérti, a családja mostanáig átverte őt;                        |
| 28. | Ceylin is rájön, hogy Çınar a gyilkos Yektának köszönhetően;                                                 |
| 29. | 6 hónapot előrehaladva az időben, Ceylin véres ruhában, egy véres tőrt próbál elrejteni;                     |
| 30. | Ismét 6 hónapot előrehaladva az időben, Ceylint emberölés gyanúja miatt őrizetbe veszik;                     |
| 31. | Ismét 6 hónapot előrehaladva az időben, Ceylint rabosítják;                                                  |
| 32. | Ismét 6 hónapot előrehaladva az időben, Ceylinen nyomokat keresnek;                                          |
| 33. | Ismét 6 hónapot előrehaladva az időben, Ceylin vallomást akar tenni;                                         |
| 34. | Ismét 6 hónapot előrehaladva az időben, kiderül, hogy Ceylin megölte İlgazt;                                 |
| 35. | İlgazt megzsarolják egy Ceylinre utaló üzenettel;                                                            |
| 36. | A zsarolási ügy félresikerül és Ceylin eltűnik a szállodában;                                                |
| 37. | Kiderül, hogy a halottaknak nincs közük egymáshoz, hanem a gyilkos csinált belőlük egy családot;             |
| 38. | Ceylin rájön, hogy a gyilkos ugyanott tartja fogva őt is, ahol korábban Nevát;                               |
| 39. | Bekerül a rendőrségi tudósító is a túszok közé;                                                              |
| 40. | A kihallgatás felvételeit nézve, İlgaz rájön, hogy Burak nem vérfóbiás;                                      |
| 41. | İlgaz lelövi Burakot;                                                                                        |
| 42. | A legfőbb ügyész felmenti a szolgálat alól İlgazt, Parst és Erent;                                           |
| 43. | Serdart holtan találják;                                                                                     |
| 44. | Rámutatnak arra, hogy Gül mérte a halálos ütést Serdarra;                                                    |
| 45. | İlgaz megtalálja a tetthelyen lévő töltényt;                                                                 |
| 46. | Kiderül, hogy Parla ölte meg Serdart;                                                                        |
| 47. | İlgaz üzenetet kap, miszerint Parla a gyilkos;                                                               |
| 48. | İlgaz a repülőtéren elkapja Ceylint és a családját, miközben Parlát szöktetik;                               |
| 49. | Ceylin beadja a válókeresetet;                                                                               |
| 50. | Ceylint megzsarolják egy İlgazra utaló üzenettel;                                                            |
| 51. | Az İlgaz elleni merényletet Pars és Metin szenvedik el;                                                      |
| 52. | Defnét elrabolják;                                                                                           |
| 53. | Az emberrablók Defnével üzenetet küldenek İlgaznak;                                                          |
| 54. | Az emberrablók közlik, hogy Defnének 40 perce maradt hátra;                                                  |
| 55. | İlgaz a bírónő előtt kijelenti, hogy nem kíván elválni a feleségétől;                                        |
| 56. | Találnak egy levágott kézfejet rajta "az összes szeretted egyenként" felirattal;                             |
| 57. | Közlik İlgazzal, hogy minden egyes családtagjára halál vár;                                                  |
| 58. | İlgazt őrizetbe veszik megvesztegetés megalapozott gyanúja miatt;                                            |
| 59. | İlgazt előzetes letartóztatásba helyezik;                                                                    |
| 60. | İlgazt felmentik a vádak alól;                                                                               |
| 61. | A legfőbb ügyész elrabolja İlgazt;                                                                           |
| 62. | Ceylin és Eren összefognak azért, hogy megtalálják İlgaz gyilkosát;                                          |
| 63. | Az életben lévő İlgaz úgy rendezi, hogy összetalálkozzon Ceylinnel;                                          |
| 64. | Rámutatnak arra, hogy Elif nem İlgaz és Ceylin lánya;                                                        |
| 65. | A néző számára kiderül, hogy Mercan életben van;                                                             |
| 66. | İlgaz és Ceylin kapnak egy ruhadarabot, ami Mercan korabeliekre utal;                                        |
| 67. | İlgaz és Ceylin rátalálnak arra a lehetséges otthonra, ahol Mercant rejthették el;                           |
| 68. | Filiz autóbalesetet szenved Mercannal;                                                                       |
| 69. | Mercan nem ismeri fel az szüleit;                                                                            |
| 70. | İlgaz egy lövést hallva azt hiszi, hogy Ceylin megölte Filizt;                                               |
| 71. | İlgaz és Ceylin a lányukkal alszanak el;                                                                     |
| 72. | Tülin rosszul lesz Ceylin szeme láttára;                                                                     |
| 73. | Yektát túszul ejti a mentősofőr;                                                                             |
| 74. | Yektát lelövi a túszejtő;                                                                                    |
| 75. | Osman azt az utasítást kapja Kadirtól, hogy embert kell ölnie;                                               |
| 76. | Az újságíró autóbomba áldozata lesz;                                                                         |
| 77. | Jelentés érkezik, hogy a rajtaütés során két rendőrt meglőttek;                                              |
| 78. | Úgy tűnik, hogy İlgaz indulatból lelőtte Kadirt;                                                             |
| 79. | Ceylin véletlenül elszólja magát İlgaz előtt, hogy tudja, nem Cengiz a tettes;                               |
| 80. | İlgaz rámutat arra Ceylinnek, hogy nem az a tettes, akire gondol;                                            |
| 81. | Ceylin rámutat arra a fájdalmára İlgaznak, hogy a bizalmatlansága rosszul esik neki;                         |
| 82. | Ceylin beismeri İlgaznak, hogy nem mondta volna el neki a Firattal való korábbi kapcsolatát;                 |
| 83. | Ceylin rájön, hogy İlgaz és İclal jól ismerik egymást;                                                       |
| 84. | Yekta közli Çınarral, hogy nem az ő érdekében mentik meg, hanem Ceylin miatt;                                |
| 85. | İclal közli Ceylinnel, hogy Yektát tönkre fogja tenni;                                                       |
| 86. | Tuğçét leütik és úgy tűnik meg fogják erőszakolni;                                                           |
| 87. | Tuğçe támadói megtudják, hogy életben maradt;                                                                |
| 88. | Úgy tűnik, hogy Eren indulatból lelőtte Tuğçe egyik támadóját;                                               |
| 89. | Ceylin véletlenül elszólja magát, hogy a bosszúhadjárat mögött Eren állhat;                                  |
| 90. | İlgazt elrabolják;                                                                                           |
| 91. | İlgazt megkérdezi az elrablója, hogyan akar meghalni;                                                        |
| 92. | Felfedik, hogy Yeliz akarja megöletni İlgazt;                                                                |
| 93. | İlgazt megkötözve sorsára hagyják egy lakatlan szigeten;                                                     |
| 94. | Visszatérünk arra az időpontra az időben, amikor İnci és Engin felköszöntötték Ceylint a 29. születésnapján; |
| 95. (vége) | Ceylinnél megindul a szülés.                                                                                 |

## Filmzene
A sorozat zeneszerzője, Toygar Işıklı készített egy 4 perc 26 másodperces filmzenét, aminek előadója saját maga. Címe: Ben Ölürsem (Ha meghalok). A videoklipben a sorozatból láthatóak jelenetek és párbeszédek. Különlegessége, hogy az énekes, a sorozatbeli kiürített ügyészség épületében közlekedik és helyezkedik el, illetve a dallal a (török számozás szerinti) 34. és 62. rész lezárása történt.
A fejezetek minden egyes jelenetéhez egy 56 perc 49 másodperces lejátszási lista áll rendelkezésre, melyeket a zeneszerző visszatérően alkalmaz a jelenetek mondanivalójához igazítva. Céljuk a hatás fokozása, valamint az érzelmek/érzések életre keltése.

### Különleges zenék
Az alábbi (török számozás szerinti) részek zenei aláfestéssel történő lezárása nem a szokásos módon történtek. A jelenetek átélhetősége érdekében a zeneszerző a következő zenéket használta fel (a felsorolás növekvő sorrendben történik):
- 9. rész: Can Ozan előadó, Toprak Yağmura (A föld az esőbe)[11]

- 15. rész: Yüzyüzeyken Konuşuruz együttes, Son Seslenişim (Az utolsó segélykiáltásom)[12]

- 28. rész: Can Ozan előadó, Sar Bu Şehri (Kerítsd be ezt a várost)[13]

- 49. rész: Şenceylik előadó, Çok Eski Şarkı (Nagyon régi dal)[14]

- 55. és 63. rész: Nilüfer előadó, Son Arzum (Az utolsó kívánságom)[15]

- 75. rész: Makber előadó, Her Yer Karanlık (Minden hely sötét)[16]

- 95. rész: Yüzyüzeyken Konuşuruz együttes, Dinle Beni Bi' (Hallgass meg engem)[17]

Megjegyzés: a 28. és az 55. részek végén elhangzó és azt lezáró zenével a magyar változatban nem találkozni!

## Díjak és jelölések
| Év   | Díjátadó ünnepség              | Kategória         | Résztvevő(k)                   | Eredmény |
| ---- | ------------------------------ | ----------------- | ------------------------------ | -------- |
| 2022 | 48. Golden Butterfly Awards    | Legjobb sorozat   | Titkok hálójában               | Elnyerte |
| 2022 | 48. Golden Butterfly Awards    | Legjobb színész   | Kaan Urgancıoğlu               | Elnyerte |
| 2022 | 48. Golden Butterfly Awards    | Legjobb színésznő | Pınar Deniz                    | Elnyerte |
| 2022 | 48. Golden Butterfly Awards    | Legjobb író       | Sema Ergenekon                 | Elnyerte |
| 2022 | 48. Golden Butterfly Awards    | Legjobb rendező   | Ali Bilgin                     | Elnyerte |
| 2022 | 48. Golden Butterfly Awards    | Legjobb páros     | Pınar Deniz & Kaan Urgancıoğlu | Jelölve  |
| 2023 | 51st International Emmy Awards | Legjobb sorozat   | Titkok hálójában               | Elnyerte |
| 2023 | 49. Golden Butterfly Awards    | Legjobb sorozat   | Titkok hálójában               | Jelölve  |
| 2023 | 49. Golden Butterfly Awards    | Legjobb színész   | Kaan Urgancıoğlu               | Jelölve  |
| 2023 | 49. Golden Butterfly Awards    | Legjobb színésznő | Pınar Deniz                    | Elnyerte |
| 2023 | 49. Golden Butterfly Awards    | Legjobb író       | Sema Ergenekon                 | Jelölve  |
| 2023 | 49. Golden Butterfly Awards    | Legjobb rendező   | Ali Bilgin                     | Jelölve  |
| 2023 | 49. Golden Butterfly Awards    | Legjobb páros     | Pınar Deniz & Kaan Urgancıoğlu | Jelölve  |
| 2023 | 49. Golden Butterfly Awards    | Eredménydíj       | Titkok hálójában               | Elnyerte |